# Manuel Estrada Cabrera
José Manuel Estrada Cabrera (Quetzaltenango, 21 de noviembre de 1857 - Ciudad de Guatemala, 24 de septiembre de 1924) fue presidente de Guatemala del 8 de febrero de 1898 al 15 de abril de 1920.
Abogado y político guatemalteco, estuvo a cargo del Ministerio de Gobernación y Justicia durante el mandato de José María Reina Barrios. Al morir asesinado Reina Barrios, Estrada Cabrera, por ser el primer designado para la sucesión a la presidencia del país, llegó a la primera magistratura como presidente interino y luego se mantuvo allí mediante elecciones fraudulentas por más de dos décadas. Tan pronto como Estrada Cabrera se hizo cargo de la presidencia, no toleró ningún tipo de oposición y comenzaron a darse una serie de crímenes políticos, torturas en la Penitenciaría Central y fusilamientos de numerosos opositores.
A pesar de ser un civil, Estrada Cabrera logró mantener bajo control a los jefes militares y se ganó la lealtad del Ejército, que incluso luchó bajo su mando contra varios intentos de invasión durante su gobierno. Fue conocido en su tiempo como «Don Manuel», «Jefe del Partido Liberal», «Excelencia», «Benemérito de la patria» y «Benefactor de la juventud estudiosa» por sus aduladores, o simplemente como «Cabrera» por sus detractores. Tuvo en total catorce hijos reconocidos —siete varones y siete mujeres— de los cuales únicamente dos nacieron dentro de su matrimonio con Desideria Ocampo: Diego y Francisco Estrada Cabrera Ocampo.

## Primeros años
El padre de Manuel Estrada Cabrera era Pedro Estrada Monzón, quien había sido hermano en el Convento de San Francisco en 1829, cuando el ejército del general liberal Francisco Morazán desterró a los miembros de las órdenes regulares. Estrada Monzón no se fue de Guatemala, pero renunció a la vida monástica. Cuando nació su hijo Manuel, en la ciudad de Quetzaltenango en 1857, no quiso aceptar la paternidad que le exigía la madre, Joaquina Cabrera pero por intermedio de terceros, se llegó al acuerdo de que la madre tuviera la patria potestad del niño y que el padre biológico los ayudara periódicamente.

### Estudios
Durante sus primeros años, su madre se dedicaba a vender dulces y alimentos en las casas de las familias acomodadas de Quetzaltenango, entre ellas la casa de la familia Aparicio, en donde tuvo un serio problema cuando fue acusada de robar unos cubiertos de plata; Joaquina Cabrera fue apresada y aunque fue luego absuelta, el hecho causó una profunda impresión en Estrada Cabrera. Al iniciar sus estudios demostró gran habilidad para la caligrafía y fue aprendiz de carpintería, pero por su condición social fue objeto de burlas por parte de sus compañeros, quienes lo llamaban «el bolitero» porque vendía los dulces redondos de caramelo que fabricaba su madre. De esta cuenta, Estrada Cabrera fue un niño huraño y rencoroso que no olvidaba con facilidad las afrentas y se peleaba a  puñetazos.
Dándose cuenta de las habilidades del niño, los jesuitas lo invitaron a asistir al colegio de San José, que ellos regenteaban en Quetzaltenango, en donde se distinguió por su inteligencia y caligrafía.
De los jesuitas recibió la formación católica que lo caracterizaría, pero su madre le inculcó los ritos indígenas en que ella fue criada.
En 1872 ingresó al Instituto Nacional para Varones de Occidente de donde se graduó en 1874 a los 17 años y gracias a su memoria privilegiada obtuvo una felicitación del presidente Justo Rufino Barrios, quien asistió personalmente a su examen público de su investidura de bachiller. En 1876 Barrios creó la Escuela Facultativa de Derecho y Notariado de Occidente, en la que se inscribió Estrada Cabrera en 1877 y en donde estudió con grandes penurias económicas a pesar de la ayuda de su padre; para poder continuar su carrera ocupó una plaza en el juzgado segundo de primera instancia de Quetzaltenango, fue director de una escuela de primeras letras, dio clases particulares e incluso se dedicó a la carpintería. Su vivienda era una sencilla casa de dos piezas separadas por un tabique de madera; en una habitación su madre trabajaba haciendo dulces, mientras que en la otra estudiaba Estrada Cabrera sobre una mesa de pino.
Se recibió con el título de licenciado en Derecho Civil y Canónico en 1888, presentado una tesis con un punto de filosofía referente a la modificación en el Código Penal de los artículos que tratan del modo de defender los derechos de castigo por parte del padre o esposo contra la mujer culpable. El bufete en que Estrada Cabrera inició su carrera profesional fue la base para su futuro despacho presidencial: era una pieza con puerta a la calle amueblado únicamente por una mesa de pino, dos estantes con pocos libros y un par de sillas; precisamente encima de la recepción había otra habitación a la que se subía por una escalera y en la que permanecía el licenciado, oculto a los que solicitaban sus servicios. Un escribiente de su confianza atendía en la recepción y cuando este no podía responder a alguna pregunta, se escuchaban sobre el entarimado de arriba unos toques en clave con la respuesta de Estrada Cabrera. Cuando la clave no era suficiente, entonces subía el escribiente a una señal convenida a recibir la respuesta de viva voz. Este ocultamiento de Estrada Cabrera -producto de un fuerte complejo de inferioridad producido por los vejámenes que sufrió en sus primeros años- seguiría en todos sus puestos administrativos que desempeñaría.
En la época en que se desempeñó como abogado y notario era común que éstos abusaran de la ley, y Estrada Cabrera no fue la excepción: se sabe del caso en el que despojó a la señora Maximiliana Cifuentes viuda de Cajas de la residencia que le heredara su difunto esposo, y el de un rico vecino quetzalteco que al hacer un viaje a Europa le encargó la gestión de un negocio judicial de una finca urbana, pero que cuando regresó de su viaje se encontró con que Estrada Cabrera era el nuevo dueño de la propiedad.
Afiliado al Partido Liberal, sirvió como juez de 1.a instancia en Retalhuleu, el mismo puesto en Quetzaltenango y, por último, magistrado de la sala 4.a de la Corte de Apelaciones.

### Matrimonio con Desideria Ocampo
Mientras estaba en la facultad conoció a Desideria Ocampo, pero el cortejo fue difícil porque el padre de la muchacha se oponía a la relación. Al fin, por su gran perseverancia consiguió la mano de Desideria, se casó con ella en 1884 y tuvo dos hijos: Diego y Francisco. Pero al cabo de un tiempo, empezó a buscar a otras mujeres y llegó incluso a golpear a su esposa. Es más, dada la fuerte relación que Estrada Cabrera tenía con su madre, ésta se encargó de separar a su hijo de Desideria Ocampo de quien terminó por separarse de hecho.

## Inicios de su carrera política
Tras obtener su grado de abogado en la Escuela Facultativa de Derecho y Notariado de Occidente fue luego catedrático y decano de la misma. El presidente Justo Rufino Barrios lo nombró su secretario de confianza en 1877, y en 1891, por sus méritos comunitarios y profesionales, fue elegido presidente del Ayuntamiento de Quetzaltenango, luego de haber sido diputado en varias oportunidades. Posteriormente, en 1892, cuando el general José María Reina Barrios tomó posesión como presidente de Guatemala, lo nombró secretario de Gobernación y Justicia por recomendación del coronel Próspero Morales.
Como ministro de Gobernación, tenía a su cargo el orden público, la administración de justicia, las leyes, la salubridad en la capital y en las provincias y controlaba la policía, las jefaturas políticas y las municipalidades. Prestó su concurso constante y fue un influyente miembro del gabinete: entre los decretos de la Asamblea Legislativa que fueron autorizados por él y por el presidente de dicho organismo estaban: el decreto N.°460, por el cual el poder ejecutivo asumió el poder público de la nación; el decreto N.°461, por medio del cual se disolvió el Poder Judicial y se nombró presidente de la Corte Suprema de Justicia al licenciado Antonio Batres Jáuregui; y el decreto N.°527, que estableció el curso forzoso de los billetes de banco tras el fracaso de la Exposición Centroamericana de 1897. Luego de que el presidente eliminara a la Asamblea Legislativa y nombrase una Asamblea Constituyente, Estrada Cabrera consiguió emitir el decreto N.°4: por medio del cual la Asamblea Legislativa prorrogó por cuatro años más, para Reina Barrios, el período presidencial.
También intrigó para disolver las asambleas nacionales de 1893 y de 1897 y colaboró en el periódico El Congreso que el gobierno fundó para insultar a la legislatura de 1897. Además, fue acusado de asesinar a una persona en el camino de Almolonga e intimidar a la autoridad local para que destruyera el proceso en su caso, y de envenenar a su propio hermano, Francisco. El 24 de abril de 1897, la todavía vigente Asamblea Legislativa prorrogó sus sesiones por el tiempo que fuera necesario hasta finales de mayo y cuatro días después, mediante el decreto 360 del 28 de abril, nombraba primer y segundo designados a la presidencia a Estrada Cabrera y al general Manuel Soto, respectivamente. El presidente José María Reina Barrios disolvió la asamblea unos cuantos días después, y se hizo prorrogar cuatro años más en el poder por una Asamblea Constituyente que fue convocada en agosto de ese año; como consecuencia, estalló la revolución de occidente.
Los líderes del movimiento alzado eran Daniel Fuentes, y el exministro de la Guerra de Reina Barrios, Próspero Morales, quienes sorprendieron a la guarnición de San Marcos y luego fueron a San Juan Ostuncalco, desde donde atacaron a Quetzaltenango el 13 de septiembre. Reina Barrios ya sabía de la animadversión en su contra y ordenó que al iniciarse las hostilidades fueran capturados y ejecutados los líderes quetzaltecos Sinforoso Aguilar -alcalde primero de la ciudad- y Juan Aparicio, hijo -reconocido filántropo altense, quienes de acuerdo a las órdenes presidenciales fueron prendidos y sentenciados al pelotón de fusilamiento a las once y media de la mañana en que ocurrió el ataque de Fuentes y Morales.
Por ser muy distinguidos miembros de la sociedad quetzalteca, la ciudadanía de esa región suplicó al presidente que fueran perdonados; este accedió, y pidió a Estrada Cabrera que telegrafiara la suspensión de la sentencia. Cabrera esperó hasta después del fusilamiento para mandar el telegrama, ya que tenía problemas personales con uno de los acusados, el señor Juan Aparicio, hijo. Estos problemas con Aparicio se debían a que durante los primeros años de su ministerio, Estrada Cabrera intentó quedarse con la empresa eléctrica de Quetzaltenango, que era de la familia Aparicio, por una fracción de su valor; al no lograr su cometido, logró que nombraran de jefe político de Quetzaltenango a Roque Morales, a quien dio instrucciones para que con cualquier pretexto fusilara a Juan Aparicio, hijo y así vengar los resentimientos que tenía contra esa familia desde su época de estudiante.
El presidente, al darse cuenta de lo que había hecho su ministro de Gobernación, mandó a Estrada Cabrera a Costa Rica y lo removió del despacho de Gobernación, pero siguió siendo el primer designado para la Presidencia en caso de que el presidente falleciera; únicamente la Asamblea Legislativa de 1898 podía retirarle ese privilegio. En Costa Rica, Estrada Cabrera conoció y entabló una estrecha amistad con quien luego sería el ideólogo y promotor más entusiasta de su gobierno: el escritor Máximo Soto Hall.

### Asesinato del presidente Reina Barrios

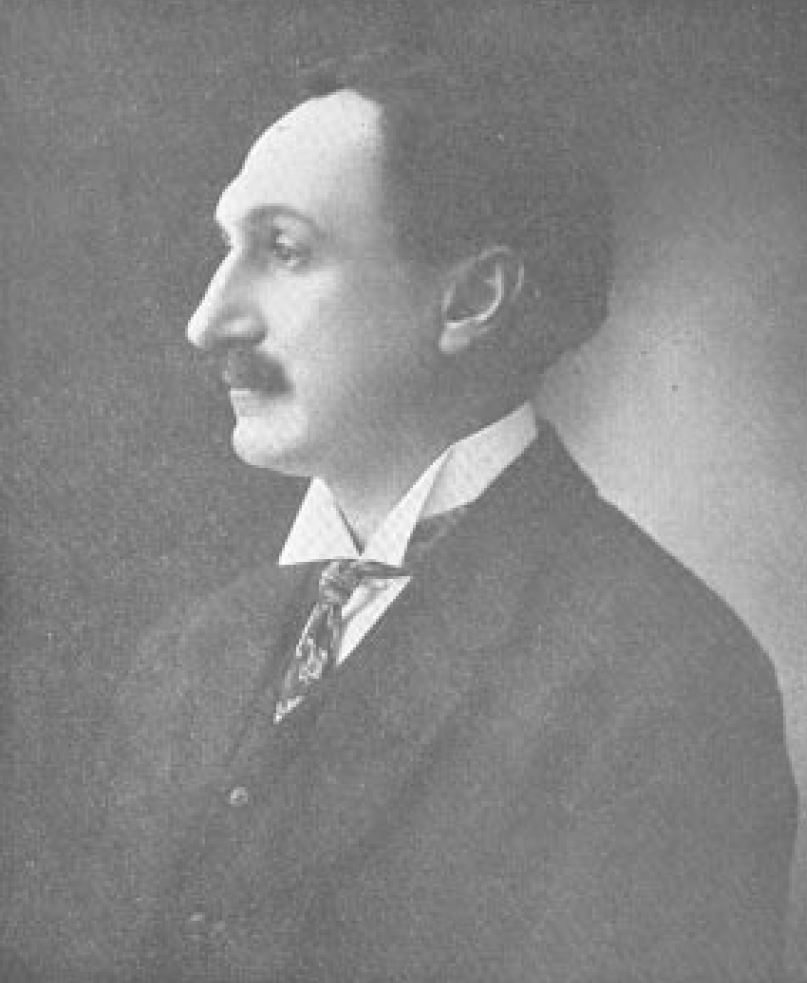
Máximo Soto Hall, escritor y periodista guatemalteco. Fue el ideólogo del régimen de Estrada Cabrera, editando el diario oficial El Guatemalteco y escribiendo los discursos del presidente.

El general Reina Barrios fue asesinado el 8 de febrero de 1898 por el ciudadano inglés Edgar Zollinger, cuando la situación económica y política de Guatemala estaba en una profunda crisis luego del fracaso del Ferrocarril del Norte y de la Exposición Centroamericana, obras en que se habían gastado millones de pesos y de la construcción de numerosos palacios, monumentos y edificios públicos que se habían planificado cuando el precio internacional del café estaba alto pero que se vieron afectadas cuando este cayó estrepitosamente.
En ese momento, Estrada Cabrera estaba desempleado y tenía 44 años; era robusto, de estatura mediana, moreno, de anchas espaldas; el bigote poblado y lacio, ojos negros y sombríos, voz de timbre metálico y era más bien huraño y melancólico. Como era el primer designado a la presidencia, la misma noche de la muerte de Reina Barrios se plantó frente a los ministros, reunidos en el Palacio de Gobierno para elegir al sucesor y les dijo: «Señores, háganme favor de firmar este decreto. Como Primer Designado, me corresponde la Presidencia. Deseo que colaboren conmigo...» Su presencia desconcertó a los ministros, quienes habían estado planificando a quien le iba a corresponder la primera magistratura, sin recordarse siquiera de Estrada Cabrera; estaban reunidos todos los ministros, excepto el de la Guerra, quien se encontraba en el Puerto de San José de vacaciones.
Los ministros se pusieron de pie, y tras recuperarse un tanto le dijeron que los esperara en el corredor de afuera para saber la resolución; Estrada Cabrera se sentó en el corredor y poco después recibió el decreto firmado por los secretarios de Estado donde fue nombrado presidente interino.
Su primer decreto -el 572- fue una amnistía general para todos los que hubieran participado en la Revolución quetzalteca y demás revueltas que se dieron tras la extensión del mandato presidencial del general Reina Barrios; el mismo decreto garantizaba el retorno de los bienes confiscados a los revolucionarios y la creación de la sala 6.a de la Corte de Apelaciones en la ciudad de Cobán para agilizar la impartición de justicias a los habitantes del norte del país. y el segundo fue reabrir las escuelas, cerradas por Reina Barrios debido a la crisis derivada del fracaso de la Exposición Centroamericana. Por ser Estrada Cabrera casi desconocido en los círculos políticos de la capital nadie pudo prever las características que tendría su gobierno, ni sus intenciones, las cuales no dejó entrever en el reporte que hiciera de su primer mes de gestión a la Asamblea Nacional Legislativa el 1 de marzo de 1898.

### Elecciones presidenciales de 1898
En febrero de 1898, el presidente interino convocó a la elección de presidente para la semana del 1 al 7 de agosto de ese año; Estrada Cabrera logró el triunfo gracias a las amenazas y abusos de poder que neutralizaron a los otros candidatos, especialmente a José León Castillo, y a la propaganda efectiva que se escribió en el periódico La Idea Liberal. Este último era un periódico semioficial de los liberales —que habían estado en el poder en Guatemala desde 1871— y era dirigido por el poeta Joaquín Méndez; entre sus redactores estaban Enrique Gómez Carrillo —famoso escritor que acababa de regresar a Guatemala proveniente de París—, Rafael Spínola, Máximo Soto Hall y el nicaragüense Juan Manuel Mendoza (escritor), entre otros.
Estrada Cabrera persiguió con encono a los partidarios de José León Castillo —su principal oponente—, y aunque permitió que circularan los periódicos La Ley y Pro Patria, los cuales abiertamente apoyaban al candidato opositor y acusaban al «Interino» —como llamaban a Estrada Cabrera en ese entonces— de estar abusando del poder de su puesto para imponerse como presidente, logró resultar vencedor de las elecciones por las múltiples anomalías y abusos que cometió. Incluso cuatro días antes de las elecciones, el candidato Próspero Morales —quien había sido ministro de la Guerra de Reina Barrios y quien había recomendado al presidente que designara a Estrada Cabrera como Ministro de Gobernación— se levantó en armas e invadió Guatemala en un intento desesperado por evitar que Estrada Cabrera llegara a la presidencia, aunque fue derrotado y murió tres semanas después.
Tras la victoria electoral de Estrada Cabrera, Gómez Carrillo recibió en Guatemala como premio de su labor de propagandista político el nombramiento de cónsul general en París, con doscientos cincuenta pesos oro de sueldo mensual y partió de inmediato regreso a Europa. Los candidatos perdedores, por su parte, murieron o tuvieron que exilarse.

## Primer período presidencial (1899-1904)
El primer período presidencial de Estrada Cabrera se caracterizó por el incremento en las restricciones de las libertades que habían existido durante el primer gobierno del general Reina Barrios, las que este mismo había iniciado luego del fracaso de la Exposición Centroamericana. Como se verá más adelante, se eliminó la libertad de prensa y la libre asociación e incluso se llegó a militarizar la educación pública. 

### Rebeliones de Próspero Morales, Plutarco Bowen y José León Castillo

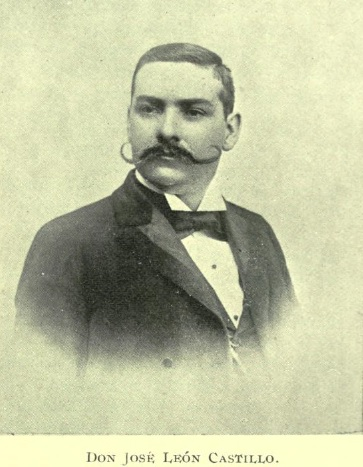
José León Castillo, férreo oponente del presidente Estrada Cabrera.

Poco después de iniciar su gobierno, hubo un intento de invasión dirigido por Próspero Morales, originario de San Marcos y quien sirviera como ministro de Fomento y de la Guerra durante el gobierno de Reina Barrios, pero el 22 de julio de 1898, las fuerzas rebeldes provenientes de México y que sumaban aproximadamente mil quinientos hombres armados con rifles Máuser fueron repelidos rápidamente, pues Estrada Cabrera mandó una tropa de doce mil hombres a detenerlos, suspendió las garantías constitucionales y solicitó el auxilio de un buque militar inglés para que bombardeara el Puerto de Ocós y luego lo ocupara. El comandante nombrado para combatir la invasión fue el expresidente Manuel Lisandro Barillas Bercián. Otro de los involucrados en rebeliones en su contra fueron los militares liberales radicales ecuatorianos, Plutarco Bowen y Juan M. Triviño quienes lograron cruzar la frontera con México, huyendo de Ecuador luego de haber sido acusados de traición. Triviño siguió su camino, pero Bowen, en compañía del coronel Felipe Pineda se dirigió a Tapachula, en donde se estableció y allí llegó José León Castillo, el candidato derrotado a visitarlo. Sus espías le informaron a Estrada Cabrera de este encuentro y este puso en marcha un operativo para capturar a los dos aventureros. Tras una treta, se llevaron a Bowen a San Marcos en Guatemala, en donde fue fusilado el 23 de julio.
Para 1899 la Asamblea Nacional Legislativa ya estaba completamente supeditada a los designios del presidente, gracias a que la mayoría de representantes eran incondicionales de este. José León Castillo se sublevó contra el presidente el 2 de diciembre de 1899, logrando que sus combatientes (principalmente emigrados) tomaran Jutiapa; pero esta incursión pronto fue sofocada, quedando León Castillo exiliado en El Salvador. El 6 de mayo de 1900 la Asamblea Legislativa declaró a Estrada Cabrera «Benemérito de la Patria» por haber sofocado esta sublevación. Finalmente, se formó una maraña de delatores y espías, por afinidad política o simple servilismo. El presidente tenía ojos y oídos en cualquier parte, pues esa era la escuela de gobierno guatemalteca de ese entonces.

### Política exterior

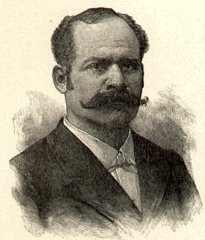
José Santos Zelaya, presidente de Nicaragua (1893-1909).

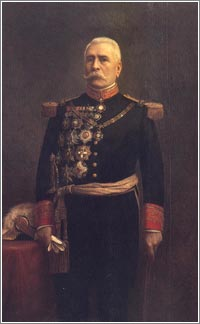
Porfirio Díaz, presidente mexicano.

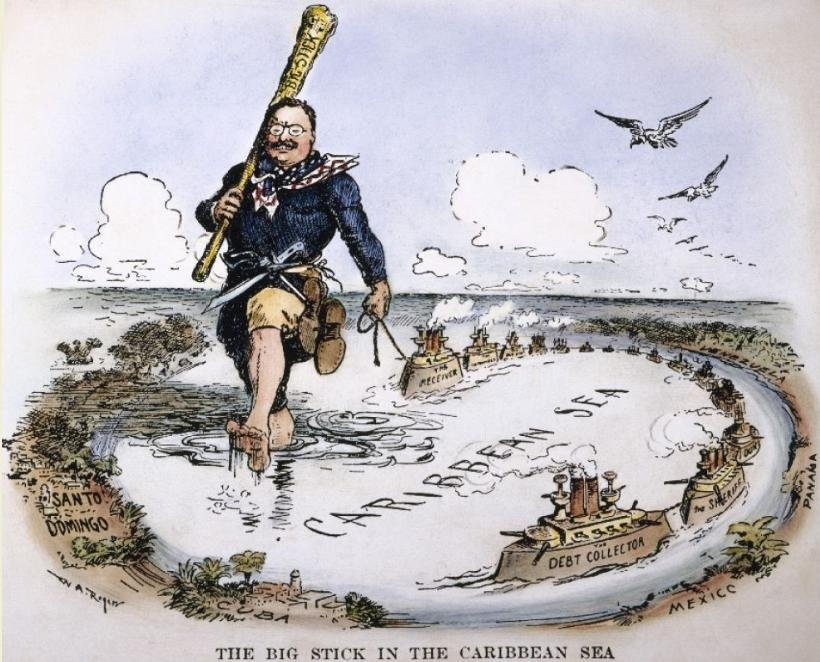
Caricatura de la política del Gran Garrote (del inglés Big Stick) del gobierno del presidente estadounidense Theodore Roosevelt, que mantuvo a todos los países del Caribe (incluyendo a la Guatemala de Manuel Estrada Cabrera) bajo un dominio férreo a fin de que la construcción del Canal de Panamá y otras operaciones de empresas norteamericanas ocurrieran sin problemas.

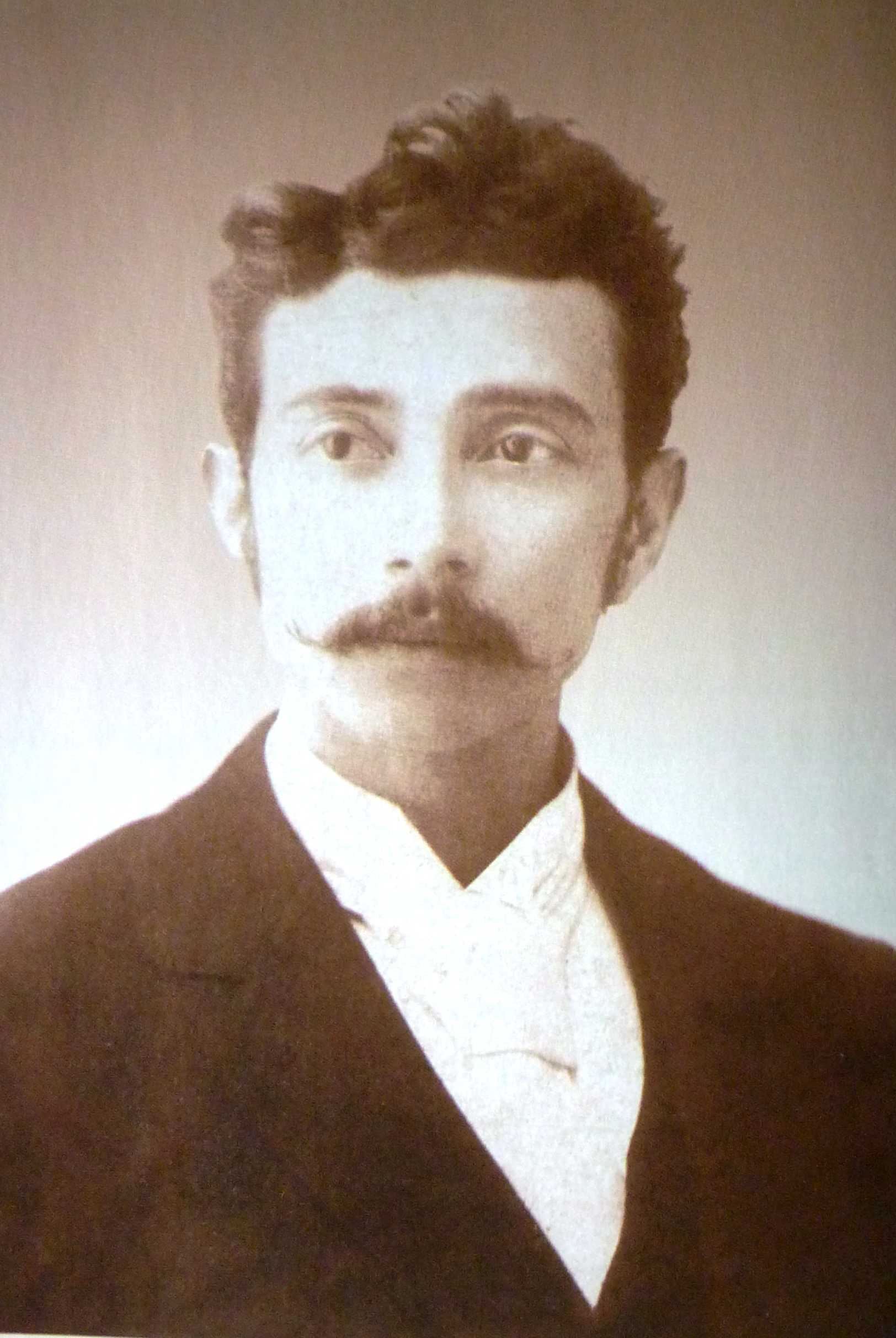
Fotografía del general Regalado, cuando asumió la presidencia del país De El Salvador.

Junto a Estrada Cabrera, otros dos líderes carismáticos surgieron en Centroamérica: en 1893, José Santos Zelaya finalmente puso al partido liberal en el poder en Nicaragua y un año después expulsó a los británicos de la Costa de los Mosquitos. Por su parte, el general Tomás Regalado se erigió como el líder salvadoreño. Los tres presidentes se convirtieron en duros rivales mientras trataban de emular el estilo de gobierno que el general Porfirio Díaz tenía en México. Dos eran los principales puntos de discordia de estos presidentes: quién sería el líder de la Unión Centroamericana una vez concretada ésta y, con la victoria de Estados Unidos sobre España en la guerra de 1898, quién se beneficiaría con la construcción del canal entre el Atlántico y el Pacífico, que se pensaba construir a lo largo del río San Juan, en la frontera entre Nicaragua y Costa Rica. A Estados Unidos le interesaba sobremanera la construcción de dicho canal porque la expansión hacia el oeste estadounidense estaba en auge y porque sus buques de guerra anclados en el Pacífico tardaban hasta tres meses para bordear América del Sur y llegar a las costas de Cuba.
A Porfirio Díaz le preocupaba el presidente Estrada Cabrera porque este buscaba el apoyo de los Estados Unidos con dos fines: Obtener el liderazgo en el istmo centroamericano y ganar un aliado en su lucha contra los intereses británicos. Guatemala tenía grandes deudas con bancos ingleses (heredadas del Gobierno de Reina Barrios), y Estrada Cabrera cortejaba a los Estados Unidos con la esperanza de que éstos le brindaran ayuda militar en caso de que los ingleses enviaran una flota de guerra a cobrar la deuda.
En 1902 los presidentes Zelaya y Regalado acordaron reunirse en Nicaragua con el propósito de discutir sobre la fundación de la República Mayor de Centroamérica pero con el verdadero fin de atacar a Estrada Cabrera. Sin embargo, Porfirio Díaz medió para que no se llegara a mayores, dado que luego de la Separación de Panamá de Colombia era evidente la intención de los Estados Unidos en utilizar su fuerza militar para ayudar a sus aliados.
Una historia curiosa del general Regalado ocurrió a finales de 1902, cuando lo encontraron durmiendo bajo un árbol en el camino de Jutiapa, en Guatemala. Existen dos versiones del hecho: en Guatemala, se dijo que el general Regalado, famoso dipsómano, en una noche de fiesta se montó en su mula y perdió el rumbo, terminando en Guatemala; en El Salvador, por su parte, se dijo que el general hizo esa «hombrada» para demostrarle a Estrada Cabrera que no le tenía miedo. Sea cual fuere el caso, Estrada Cabrera le rindió honores de jefe de Estado a Regalado, antes de que este regresara a El Salvador.
La Guerra del Totoposte de 1903 —9 de enero a 2 de abril— fue llamada así porque cuando El Salvador y México organizaron una invasión a Guatemala para derrocar a Estrada Cabrera, este movilizó cuarenta mil hombres a la frontera con El Salvador y quince mil a la mexicana, pero nunca se iniciaron las hostilidades, aunque sí se despilfarraron recursos: grandes cantidades de maíz (totoposte) fueron enviadas al frente para mantener a los soldados provocando la escasez del grano. La guerra del Totoposte en 1903 provocó escasez de maíz en el país y el trabajo de los obreros guatemaltecos fue contratado por el Gobierno con muy baja remuneración.

### Educación y propaganda
Decretó la apertura de las escuelas públicas, cerradas provisionalmente por Reina Barrios en tanto que se procedía a reorganizarlas, y convirtió a las Escuelas Normales de Reina Barrios en Escuelas de Oficios. En abril de 1899 la Asamblea Legislativa envió al presidente un decreto declarando la autonomía de la Universidad Nacional para elegir a sus autoridades; Estrada Cabrera respondió a la Asamblea que dicho decreto no procedía porque «[...] no cabía la autonomía de las Facultades ya que el Estado proveía a su sostenimiento y manejo en todo sentido [...] por lo que eran dependencias oficiales del gobierno [...]» Así entonces, las Facultades de la Universidad siguieron dependiendo del Ejecutivo completamente (lo cual se había iniciado en 1893 por decreto de Reina Barrios). El secretario de Instrucción Pública incluía a las Facultades de educación superior en su reporte anual a la Asamblea Legislativa, y el presidente designaba a los docentes de las mismas. En ese tiempo, las Escuelas Facultativas eran: la Escuela de Derecho y Notariado con setenta estudiantes, la Escuela de Medicina y Farmacia con ciento cincuenta estudiantes, el instituto dental con cinco estudiantes, la escuela de comadronas con diez y la de Ingeniería con quince.
El 28 de octubre de 1899 se decretó que se destinara el último domingo de octubre de cada año para la celebración de una solemne fiesta popular en toda la república, consagrada a ensalzar la educación de la juventud. Estas fiestas, conocidas como Fiestas Minervalias fueron magníficas y se constituyeron en magnas asambleas para glorificar al presidente. La idea de estas fiestas fue del secretario del gobernante, Rafael Spinola. Fue tal la fama que adquirieron estas fiestas que vinieron visitantes de otros países para aprender de los progresos de Guatemala en materia de educación. Pero se encontraban con que las fiestas eran únicamente propaganda del Gobierno y que en realidad las escuelas eran de escasa calidad y servían únicamente como «semilleros de aduladores».
En 1900, dos años después de haber tomado posesión como presidente, Estrada Cabrera compró al periódico Diario de Centro América y a la Tipografía La Unión —editorial del periódico— con lo que la publicación pasó a ser semioficial, junto al diario oficial existente, El Guatemalteco.
En Europa, Enrique Gómez Carrillo se mantenía atento a defender el nombre de Guatemala, y en especial el de Estrada Cabrera, a quien enviaba informes y recortes con sus artículos. Estrada Cabrera le contestó en una ocasión: «Con satisfacción he visto las refutaciones que usted ha hecho para poner las cosas en su lugar, y espero que con el empeño con que usted lo ha hecho hasta aquí, proseguirá la tarea de desmentir las falsas noticias que sobre Guatemala ha publicado la prensa extranjera».
En 1903, Estrada Cabrera quería ver cómo iban los preparativos de la Huelga de Dolores de los estudiantes de la universidad nacional. Por esa razón ordenó a los miembros de su guardia personal que le abrieran paso en la Facultad de Derecho y Notariado del Centro, en la 9.ª avenida de la capital. Sin embargo, los miembros de su guardia (quienes eran prácticamente analfabetos) entraron a la facultad por la fuerza, lo que provocó un serio altercado con los estudiantes, en el cual murió uno de ellos. Ante tal desastre imprevisto, Estrada Cabrera prefirió retirarse, y los estudiantes, por su parte, suspendieron la publicación del periódico estudiante No Nos Tientes y el Desfile Bufo. Ninguna de las dos tradiciones se efectuó sino hasta en 1921, cuando ya había sido derrocado el presidente.

### Terremoto de San Perfecto y erupción del volcán Santa María
Quetzaltenango, ciudad natal del presidente, sufrió los embates de la naturaleza en 1902: primero, el terremoto de San Perfecto ocurrió el 18 de abril de 1902 por la noche y tuvo una magnitud estimada de 7,5 Mw en el departamento de Quetzaltenango. Entre ochocientas y novecientas personas fallecieron por el terremoto y hubo daños materiales importantes en la extensa zona afectada. La región recién se estaba recuperando del terremoto de abril, cuando el 24 de octubre de ese mismo año hizo erupción el volcán Santa María. El volcán había estado inactivo desde la conquista española en 1524 y con su cono casi perfecto de 3768 metros de altura, era un marco escénico para la ciudad quetzalteca. La erupción fue aún más devastadora que el terremoto, ya que también provocó cuantiosos daños en las fincas y aldeas aledañas y hay recuentos que la arena y ceniza alcanzaron la región de Chiapas, en México. Se calcula que la catástrofe provocó cinco mil muertes y miles de pesos en pérdidas agrícolas y materiales. En la ciudad de Guatemala el presidente Estrada Cabrera y su gabinete estaban ocupados en la organización de los festejos de Minerva. Su respuesta ante la catástrofe fue disminuirla y en el peor del caso, tratar de silenciarla evitando que los medios de prensa divulgaran las dimensiones de la catástrofe en la región occidental del país.

## Segundo período presidencial (1905-1911)

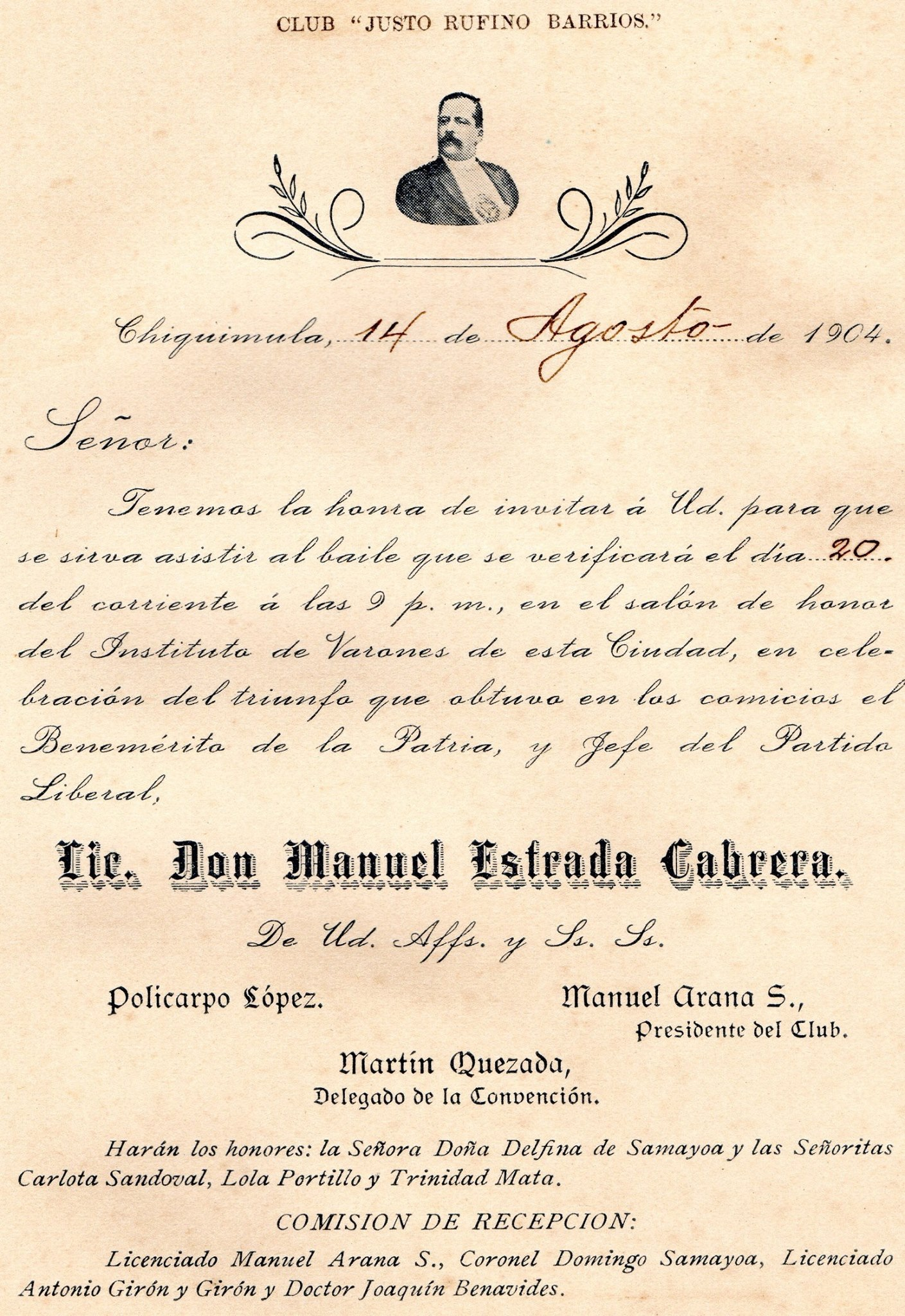
Invitación a la celebración de la reelección de Estrada Cabrera como presidente de la República. Chiquimula, 1904.

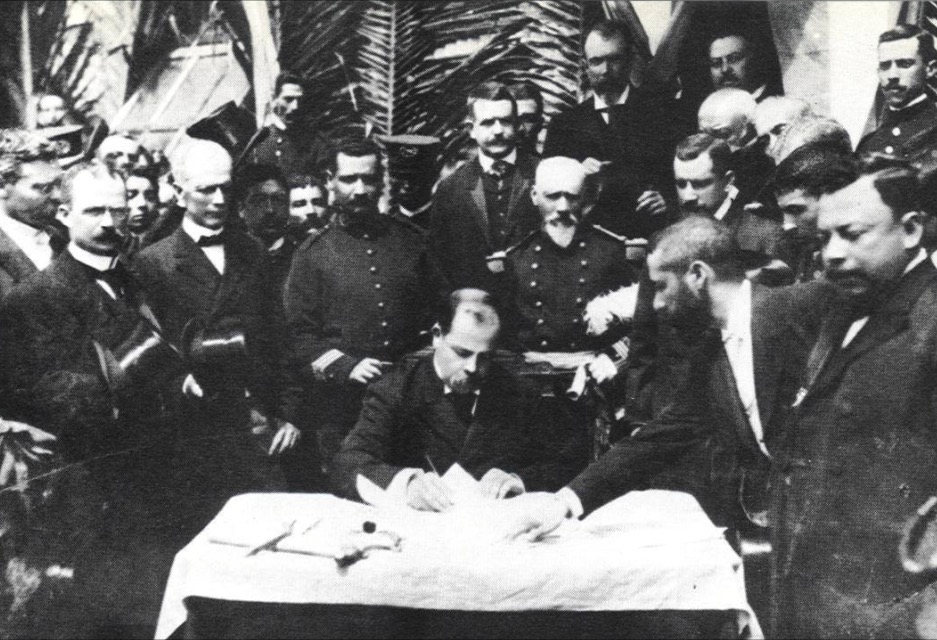
El presidente Estrada Cabrera firmando nombramientos. Fotografía de 1907.

El segundo período presidencial de Estrada Cabrera estuvo marcado por dos atentados contra su vida, de los que resultó ileso milagrosamente, y los que drásticamente modificaron su estilo de gobierno, convirtiendo a su régimen en una férrea dictadura que no toleraba ninguna libertad para los ciudadanos del país. Ese período también fue trágico para su familia, pues murió su madre, Joaquina Cabrera, quien fue una fuerte influencia en su carácter, su esposa -de quien estaba separado- falleció de tuberculosis en Francia y su primogénito se suicidó tras contraer sífilis y tuberculosis.

### Relaciones con México y El Salvador

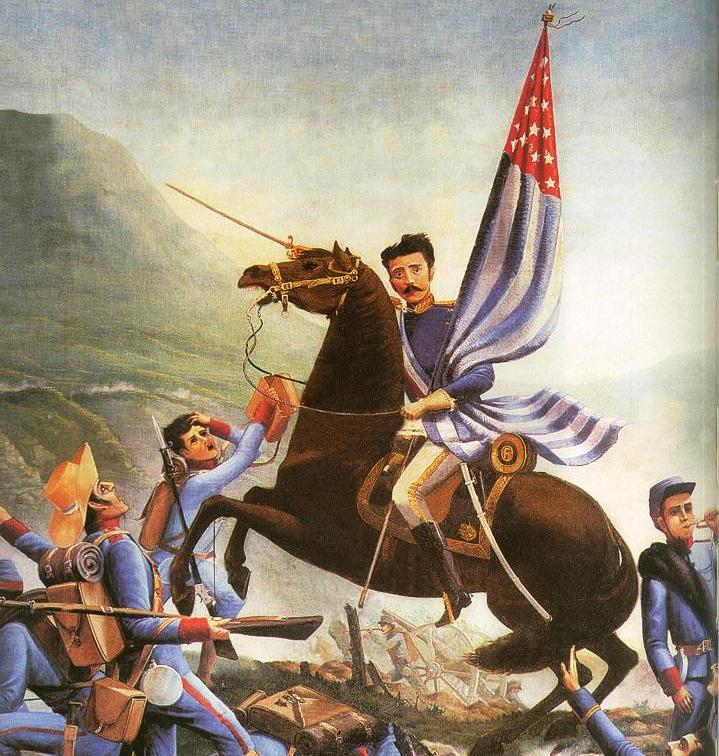
Regalado guiando las tropas en el asalto al cerro El Sillón. Fragmento de un cuadro anónimo al óleo.

El 7 de agosto de 1904 se celebraron elecciones presidenciales, y Estrada Cabrera nuevamente resultó elegido. En diciembre de 1908 se declaró una peste de viruela en todo el país, la cual fue controlada eficientemente por los médicos de la época. Al final de este período presidencial, el dólar estadounidense se cotizaba a 18 pesos.
El 28 de octubre de 1905, Porfirio Díaz nombró como ministro plenipotenciario de México en Guatemala al ilustre novelista Federico Gamboa, a quien Estrada Cabrera llegó a llamar en broma «ministro hostelero» por la gran cantidad de exiliados que se acogían a la embajada mexicana. Gamboa escribiría en su diario detalladas descripciones de la vida cotidiana durante el segundo período presidencial de Estrada Cabrera, siempre retratando al gobernante guatemalteco de manera negativa.
En 1906 se produjo una invasión de emigrados políticos que vivían en México y El Salvador. Manuel Lisandro Barillas Bercián y José León Castillo fueron designados como los comandantes de los ejércitos invasores de México y El Salvador, respectivamente. Tanto Porfirio Díaz como Tomás Regalado abrieron las fronteras de sus países para el paso libre de los invasores. Pero ni Barillas ni León Castillo eran militares sobresalientes y, tras una serie de escaramuzas, la invasión fracasó en Ocós en junio de 1906. Regalado, enemigo declarado de Estrada Cabrera, no quedó contento con el resultado de la fallida invasión. Eventualmente, tras sortear una traición del presidente Escalón, Regalado invadió Guatemala y fácilmente llegó a Atescatempa y Jerez. Sin embargo, por una confusión derivada del uniforme de las tropas, el 11 de julio de 1906, Regalado fue muerto por soldados guatemaltecos cuando este creyó que estaba entre tropas leales. Tras la muerte de Regalado, las tropas salvadoreñas retrocedieron hacia El Salvador y posteriormente se firmó el Tratado de Paz, Amistad y Comercio entre Guatemala y El Salvador el 20 de julio de 1906 a bordo del crucero americano Marblehead.
La sobrina de Estrada Cabrera, María Albaudín, se casó con el insigne periodista español Pedro González-Blanco, quien se encontraba viajando en América junto con su amigo José Santos Chocano.
El 6 de mayo de 1907, el ministro mexicano Gamboa dejó Guatemala para ir a El Salvador, por orden expresa de su presidente, Porfirio Díaz, por lo cual usó como pretexto el asesinato del general Manuel Lisandro Barillas en México por orden de Estrada Cabrera. Díaz tenía la intención de invadir Guatemala en represalia, pero al final se convenció de no hacerlo cuando se dio cuenta de que un general triunfador en Guatemala sería un duro contendiente en las elecciones presidenciales mexicanas; Díaz, además, temía las posibles represalias que a su vez podrían adoptar los Estados Unidos ante una invasión mexicana a su aliado centroamericano.

### Atentado de «La bomba»

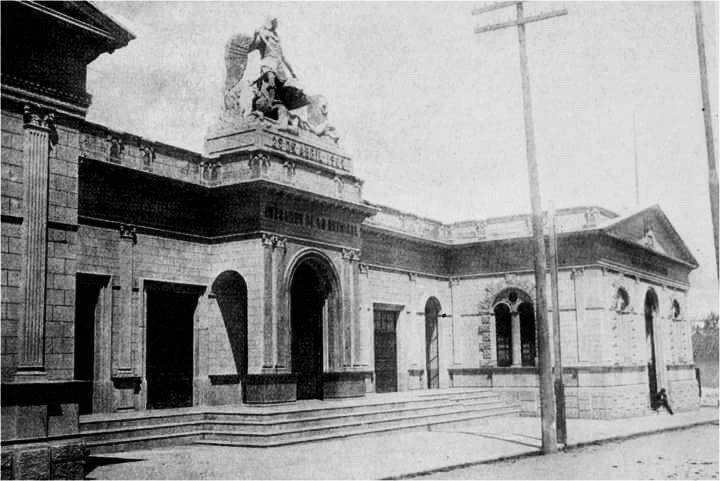
Correccional de Menores de la Ciudad de Guatemala. Frente a este edificio estalló la bomba al paso del presidente Estrada Cabrera.

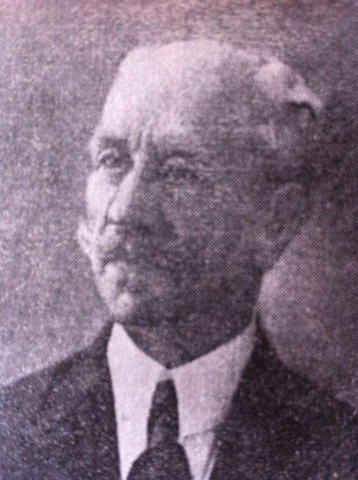
Licenciado Arturo Ubico Urruela, presidente de la Asamblea Nacional Legislativa.

Cuando ya había terminado la guerra con Regalado, el 22 de abril de 1907 apareció en El Guatemalteco el Decreto 672 de la Secretaría de Gobernación y Justicia. En este, Estrada Cabrera y su consejo de ministros concedieron amplia amnistía a todos los guatemaltecos culpables de delitos políticos y comunes cometidos antes de la fecha en que entró en vigor. Irónicamente, en esas mismas fechas el abogado Enrique Ávila Echeverría y su hermano, el médico Jorge Ávila Echeverría, junto con el también médico Julio Valdés Blanco y el ingeniero eléctrico Baltasar Rodil, planearon un atentado contra Estrada Cabrera, que se ejecutó el 29 de abril de 1907 y se conoce como el nombre de «Atentado de La Bomba». Los hermanos Echeverría y sus compañeros eran de posición económica solvente y habían estudiado en universidades extranjeras, pero al regresar al país se encontraron con un estado de cosas en el cual predominaban el servilismo y el abuso de poder. Cuando decidieron atentar contra la vida del presidente, planearon al detalle un atentado con explosivos. Todo fue meticulosamente preparado: los explosivos, los detonadores de hierro, la caja de hierro macizo, la complicidad del cochero del presidente, la hora y el punto precisos.
El día planeado para el atentado, el 29 de abril, el presidente viajaba en su coche en compañía de su hijo Joaquín, de 13 años, y de su jefe del Estado Mayor, general José María Orellana. A las 10 de la mañana el carruaje pasó por la esquina de la 7. a avenida sur, entre 16 y 17 calles, de la Ciudad de Guatemala, cuando explotó la bomba. Sin embargo, por un error de cálculo, Estrada Cabrera y sus acompañantes salieron ilesos. Solo el cochero y uno de los caballos fallecieron.
Los perpetradores del atentado lograron eludir a la justicia guatemalteca por unas cuantas semanas, hasta que finalmente llegaron a la casa de Rufina Roca de Monzón, quien les proporcionó refugio en el segundo piso de su residencia, en el número 29 del callejón del Judío de la ciudad, y ya casi en las afueras de la misma en ese entonces. Pero un espía los delató, de tal suerte que a las tres de la mañana del 20 de mayo de 1907 la casa fue rodeada por un fuerte destacamento de soldados y tras una prolongada batalla, los cuatro se suicidaron. Al mismo tiempo que los perpetradores del atentado intentaban huir, se producían muestras de adhesión al presidente, provenientes de todos los clubes liberales del país y de cuanta entidad gubernamental existía.

### Atentado de «Los cadetes»

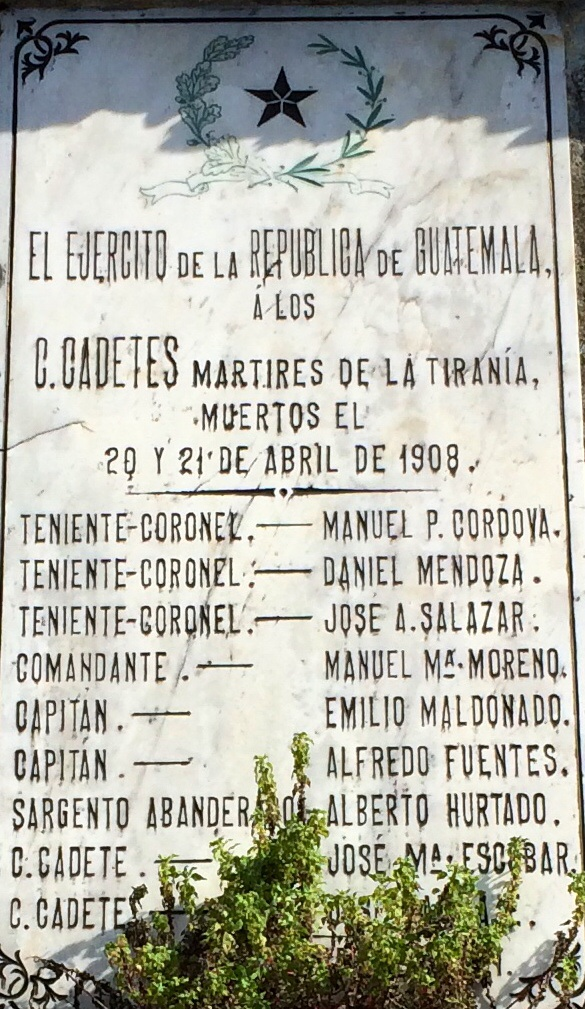
Tumba y monumento de los cadetes caídos tras el atentado del cadete Víctor Manuel Vega en contra de Estrada Cabrera. La tumba se encuentra en el Cementerio General de la Ciudad de Guatemala.

Para 1908, la iglesia de Santo Domingo había cambiado el recorrido de su solemne procesión de Viernes Santo para pasar frente a la casa de habitación del presidente, situada en la 7.ª avenida sur de la Ciudad de Guatemala. Esta circunstancia fue tenida en cuenta por varios cadetes y oficiales de la Escuela Politécnica, quienes advirtieron que el capirote del traje de cucurucho —que por esos años cubría el rostro de los penitentes— era ideal para esconder a posibles conspiradores. Los cadetes concibieron un plan sencillo: aprovechando que la procesión iba a pasar frente a la casa del presidente, irían disfrazados de cucuruchos, invadirían la casa presidencial y apresarían a Estrada Cabrera. Pero para el Miércoles Santo de ese año los conjurados estaban presos: dos de ellos, durante una borrachera en una fonda, habían hablado de más y terminado en la cárcel. Estrada Cabrera, una vez que supo de la conjura, puso palizadas frente a su casa, prohibió que la procesión pasara enfrente y prohibió el uso de los capirotes en el traje de cucurucho. Uno de los delatores fue el oficial Roderico Anzueto Valencia, agente de Estrada Cabrera.
El 20 de abril de 1908, durante la recepción oficial del nuevo ministro plenipotenciario de Estados Unidos en el Palacio de Gobierno, el cadete de la Escuela Politécnica Víctor Manuel Vega, en venganza por la prisión y las torturas de sus jefes y amigos, le disparó a Estrada Cabrera a quemarropa, pero el proyectil solo hirió a este en el dedo meñique. Enfurecido, y a modo de escarmiento popular, Estrada Cabrera ordenó fusilar a prácticamente toda la compañía de cadetes a la cual pertenecía Vega, excepto a dos integrantes, Rogelio Girón y Manuel Hurtarte, quienes fueron llevados a la penitenciaría central sin darles razón alguna. En cuanto al cadete Vega, este había muerto en el lugar donde intentó perpetrar el magnicidio, cayendo a los pies de Estrada Cabrera al ser alcanzado por las balas de los guardias de este. El presidente ordenó que la escuela militar fuera disuelta, el edificio demolido y que se regara sal sobre los cimientos. Numerosos militares fueron encarcelados, incluyendo algunos generales allegados al presidente.
Nuevamente se publicaron extensas «manifestaciones de adhesión» para el «benemérito de la patria», los que compilaron en la obra El crimen del 20 y el pueblo guatemalteco de Fernando Somoza Vives.
Como consecuencia del atentado en su contra, perpetrado el 20 de abril de 1908 por los cadetes de la Escuela Politécnica, el gobernante había clausurado este centro de estudios. El 30 de junio de 1912 fundó la Academia Militar, bajo la dirección de oficiales españoles, en el edificio que ocupaba el Cuartel de Artillería, en el bulevar 30 de junio —posteriormente Avenida «La Reforma»—.

### Muerte de Joaquina Cabrera

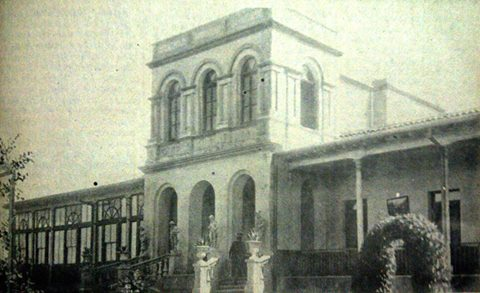
Residencia presidencial de La Palma. Después de los intentos de asesinato en su contra, Estrada Cabrera decidió mudarse a esta remota residencia, localizada en el extremo sureste de la ciudad.

El 3 de julio de 1908 murió la madre de Estrada Cabrera, Joaquina Cabrera, con quien el mandatario estaba muy apegado. Se declaró luto nacional hasta el 11 de julio y se escribieron poemas en su memoria, tales como los Mater Admirabilis de los poetas extranjeros José Santos Chocano y Rubén Darío. 

### Campaña de desprestigio contra José Santos Zelaya
En 1910, el general José Santos Zelaya partió al exilio a París tras ser derrocado en Nicaragua. El mismo Estrada Cabrera apoyó a los rebeldes nicaragüenses, quienes a su vez contaron con el apoyo del Gobierno de Washington. Cuando Zelaya llegó a París, empezó a ser atacado por Enrique Gómez Carrillo por instrucciones del presidente guatemalteco. Dada su enemistad con los estadounidenses por el tema del canal, Zelaya publicó un libro para ilustrar a la opinión pública mundial sobre la intervención norteamericana en Nicaragua y el apoyo que el Gobierno guatemalteco había prestado a sus rivales.
Los escritores Rubén Darío (nicaragüense) y José María Vargas Vila (colombiano, cónsul de Nicaragua en París bajo el Gobierno de Zelaya) tomaron partido por Zelaya e informaron a este que Gómez Carrillo no solo lo podía atacar con su pluma, sino que también con su espada, ya que era un diestro espadachín que podía retarlo a duelo en cualquier momento. Otro defensor de Zelaya fue Genaro Cavestany, quien en su libro Gómez Carrillo sigue mintiendo. Ricardo Blasco es un embustero relata como Carrillo consiguió la Legión de Honor y sus credenciales diplomáticas de forma fraudulenta. Tras retarlo a duelo, Carrillo recibió un nuevo ataque: Cavestany indicó que, en el libro La Vida de Estrada Cabrera, Gómez Carrillo había injuriado al presidente al decir que su padre era Pedro Monzón. Ante esta acusación tan severa, que le podría provocar disgustos serios con Estrada Cabrera, Gómez Carrillo dio por zanjado el asunto y la querella con Zelaya quedó en el olvido. Pero no fue del todo inútil su disputa con el expresidente nicaragüense: el Gobierno guatemalteco lo nombró cónsul de Guatemala en Madrid, así como en París y Hamburgo.

### Tragedias familiares
Por su parte, el 9 de abril de 1910 falleció su primera esposa, Desideria Ocampo, quien murió en Niza, Francia, adónde Estrada Cabrera la había enviado para que recibiera tratamiento contra la tuberculosis que sufría. Ese mismo año falleció Diego Estrada, primogénito del presidente, quien se suicidó tras contraer tuberculosis debido al tratamiento que recibía por una enfermedad venérea que había contraído mientras era estudiante en los Estados Unidos.

## Tercer período presidencial (1911-1917)
El presidente fue elegido para un tercer período presidencial con una inmensa mayoría de más de quinientos mil votos, que a todas luces resultaban un fraude electoral si se tiene en cuenta que las elecciones de Brasil del mismo año solo reportaron trescientos mil votos y que, mientras aquel país tenía una población de 14 millones de habitantes, Guatemala únicamente contaba con 2 millones. Sin embargo, el pueblo guatemalteco se encontraba bajo tal represión que no hubo protestas al respecto.

### Suicidio de Francisco Estrada Cabrera

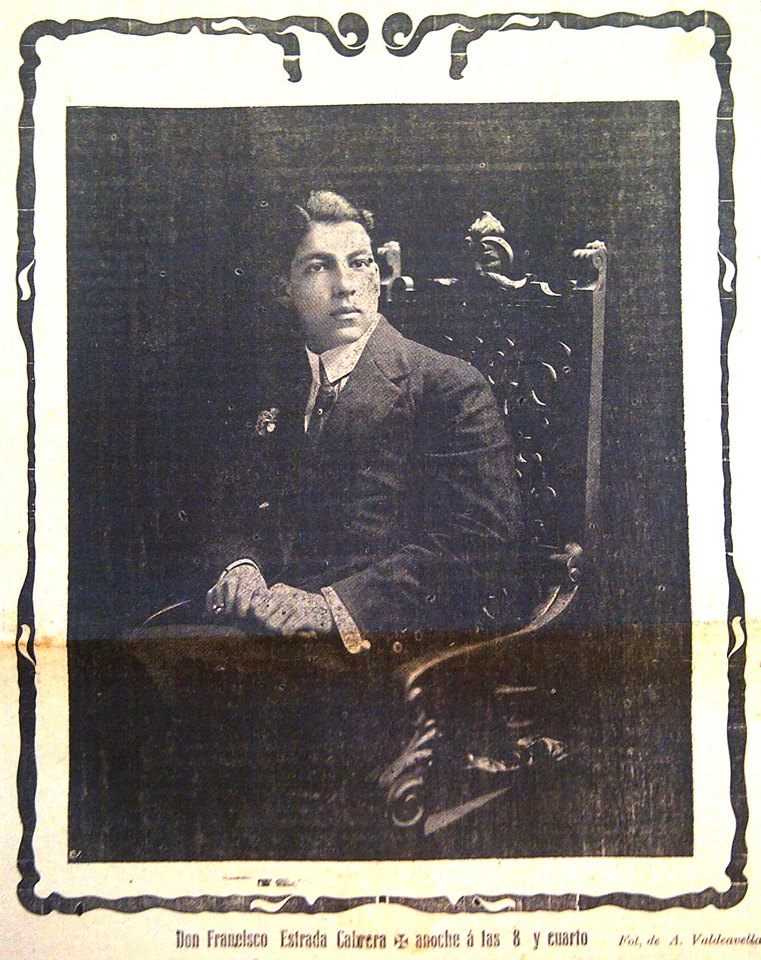
Francisco Estrada, hijo del presidente. Se quitó la vida tras una discusión familiar el 8 de noviembre de 1912.

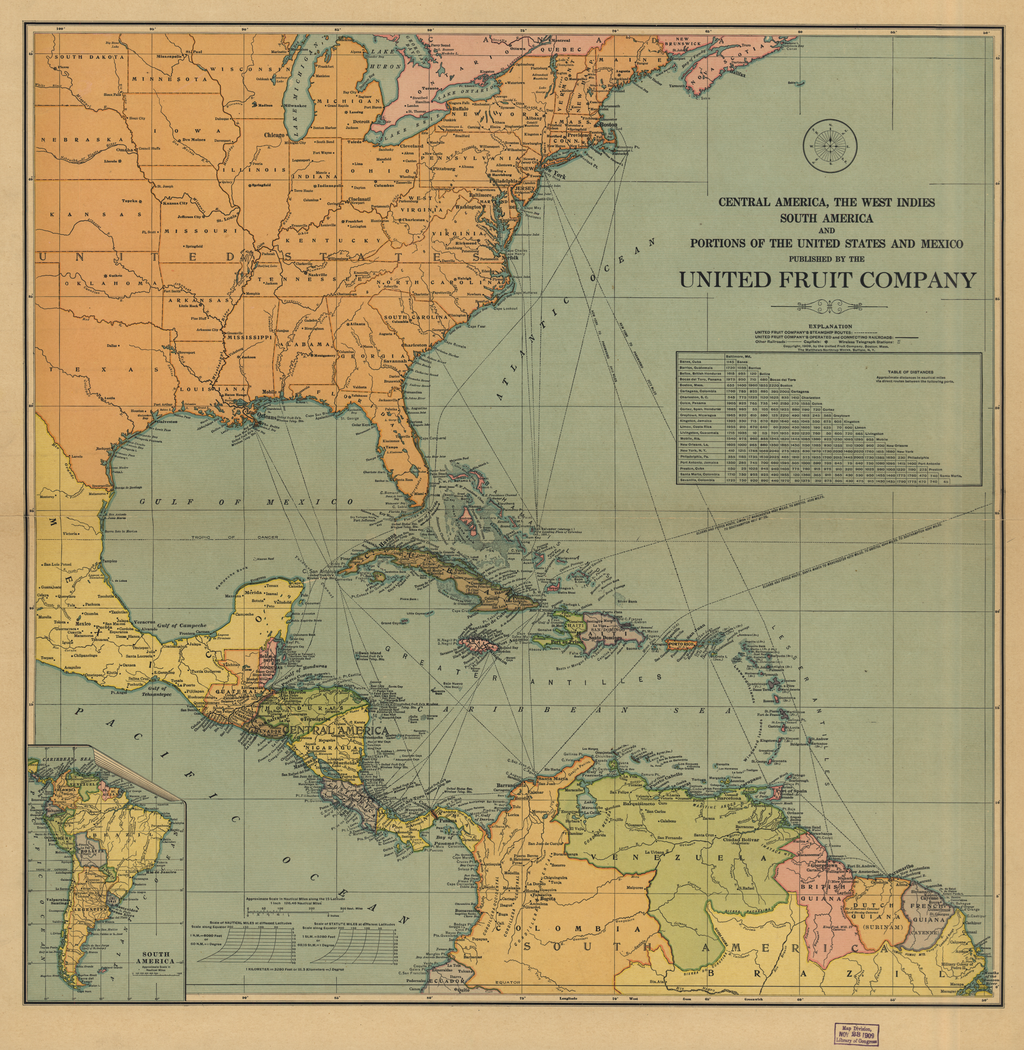
Mapa de rutas de la Flota Blanca de la United Fruit Company, la cual tenía el monopolio de transporte de carga y personas desde y hacia Puerto Barrios, tras las generosas concesiones otorgadas por Estrada Cabrera.

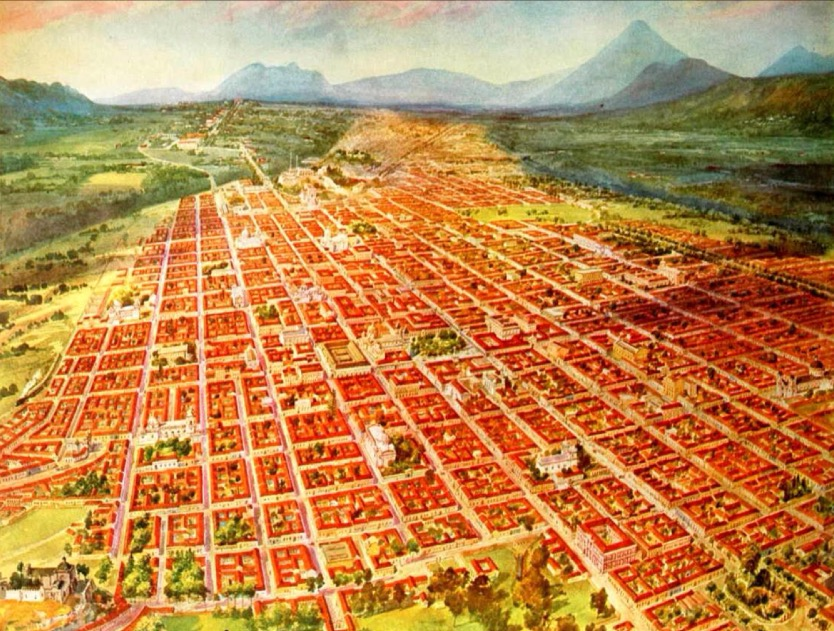
Ciudad de Guatemala a «vista de pájaro» en 1915. Grabado del Libro Azul de Guatemala.

Asimismo, el 8 de noviembre de 1912, tras una discusión con el presidente, también se quitó la vida su hijo Francisco Estrada, quien acababa de regresar a Guatemala procedente de Europa. Francisco estudiaba en París en una escuela de agricultura y había caído en las redes de una francesa mayor que él. Regresó a Guatemala huyendo de la muchacha, pero ella lo siguió. Por complacerla, en Guatemala le compró joyas con un valor total de cuatro mil dólares e incurrió así en deudas que contrariaron al presidente. Estrada Cabrera leyó la factura y la puso bajo el plato sopero de su hijo. Cuando este llegó a la hora de comer, vio la factura y palideció. Sin decir palabra, salió del comedor y momentos después se suicidó de un tiro. La bandera nacional fue izada a media asta, y los empleados civiles y militares llevaron luto por cinco días tras su fallecimiento.

### La República Suroriental
El presidente mexicano Porfirio Díaz —gran rival político de Estrada Cabrera— renunció el 25 de mayo de 1911, tras los sucesos de la Revolución Mexicana, y su sucesor, el presidente mexicano Francisco I. Madero había sido asesinado el 22 de febrero de 1913 luego de una traición y golpe de Estado del nuevo gobernante, el general Victoriano Huerta, con el apoyo del entonces embajador de los Estados Unidos en México, Henry Lane Wilson.  Uno de los lugartenientes de las tropas del general revolucionario Venustiano Carranza, el general Ricardo Carrascosa, se refugió en Guatemala y Estrada Cabrera lo mandó llamar y le ofreció armas, soldados y frontera libre para que atacara a las fuerzas de Huerta en Chiapas. Carrascosa aceptó, pero fue derrotado una vez más por las fuerzas presidenciales mexicanas. Tras esta nueva derrota, Carrascosa volvió a refugiarse en Guatemala y de nuevo fue llamado por Estrada Cabrera, pero esta vez recibió una proposición insólita: se le ofrecían armas, dinero y soldados si aceptaba luchar contra México y apoderarse de los territorios de Soconusco, Lacantún y Chiapas, los cuales, junto con parte del departamento guatemalteco del Petén, se convertirían en una nación independiente denominada «República Suroriental». Carrascosa se negó a perpetrar esta traición, por lo que fue llevado a prisión en el convento de San Francisco, de donde se escapó para luego refugiarse como preso político en la embajada mexicana. Tras obtener la victoria las tropas de Carranza, Carrascosa regresó a México luego de que el nuevo presidente de ese país amenazara con invadir Guatemala si a aquel militar se le vedaba el retorno. En 1916 se reconoció al gobierno de facto de Venustiano Carranza en México. 

## Cuarto período presidencial y derrocamiento (1917-1920)

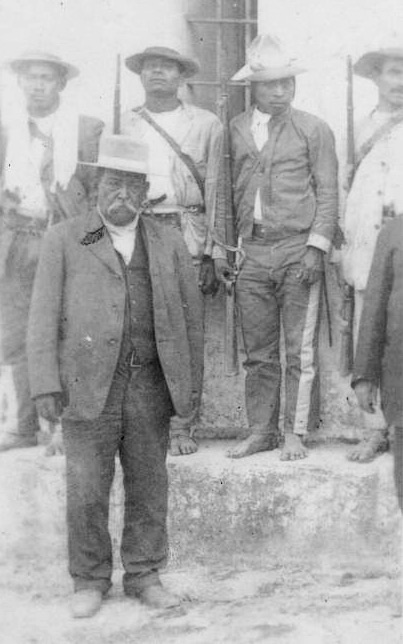
General cabrerista con sus soldados tras ser capturados en «La Palma» en abril de 1920. Nótese que los conscriptos estaban descalzos y sin uniforme.

Para 1916, Guatemala contaba con dos millones de habitantes, pero esto no impidió que los aduladores del presidente lograran que este fuera reelecto con la absurda cantidad de diez millones de votos, tras forzar a las haciendas a enviar a grupos de mozos colonos varias veces a votar. Estrada Cabrera inició el que sería su último período en 1917.
Ya para el cuarto período de Estrada Cabrera prevalecía el despotismo. Los ministros del presidente no eran más que simples asesores y los impuestos del estado iban a parar directamente al bosillo del presidente: siguiendo el ejemplo de sus antecesores, Estrada Cabrera logró amasar una fortuna de ciento cincuenta millones, a pesar de tener un salario nominal de mil dólares anuales. Los ministros eran seleccionados de entre sus aduladores y no tenían ni voz ni voto en las decisiones del gobierno. La Asamblea Nacional no era muy diferente: ninguna ley se aprobaba sin la venia del presidente. Y, por último, los jueces estaban totalmente entregados a los intereses del presidente.
El inicio del declive de la presidencia de Estrada Cabrera comenzó con los terremotos que se iniciaron el 17 de noviembre de 1917 y arruinaron algunas poblaciones alrededor de Amatitlán. El 25 y el 29 de diciembre de ese mismo año, y el 3 y el 24 del siguiente, se repitieron los temblores en la república, pero con mucha mayor fuerza, de modo que destruyeron numerosos edificios públicos y casas particulares en la ciudad de Guatemala y en la Antigua Guatemala. Entre los edificios destruidos destacaban numerosas estructuras que habían sido construidas en los gobiernos de Reina Barrios (pabellón de la Exposición Centroamericana, palacio del Ejecutivo y palacio del bulevar «30 de Junio», entre otros) y de Estrada Cabrera (asilo para damas «Doña Joaquina»). Por esta razón, mucha de la obra física de ambos presidentes ha sido olvidada por generaciones posteriores.
En el Diario de Centro América, después de publicar dos ediciones diarias reportando los desastres, se pasó a hacer crítica al Gobierno por la lenta e ineficiente respuesta al desastre. En uno de los artículos de opinión de este periódico oficial se llegó a decir que las imágenes religiosas de algunos templos católicos de la ciudad se habían salvado porque, al momento del primer terremoto, «ya no quisieron seguir en una ciudad en donde imperaba el lujo excesivo, la impunidad y el terror». Por otra parte, se dijo que existían leyes «excelentes» para la reconstrucción, las cuales, sin embargo, «no se cumplen». También se dijo que estaba ocurriendo un fenómeno que se daba siempre en casos de cataclismos como estos: «se emiten leyes y reglamentos a diario, pero lo que se necesita es de su correcta ejecución diaria, y no de tantos reglamentos». Además, se publicó en primera plana, tres meses después de los terremotos, que «todavía hay escombros por toda la ciudad».
Al mismo tiempo que se publicaban las terribles noticias de los terremotos, se divulgaban también las últimas informaciones sobre los acontecimientos de la Primera Guerra Mundial, ante la cual el gobierno de Estrada Cabrera se había mantenido neutral. Sin embargo, por su condición de aliado de Estados Unidos, finalmente declaró la guerra a Alemania en abril de 1918.

### Partido Unionista

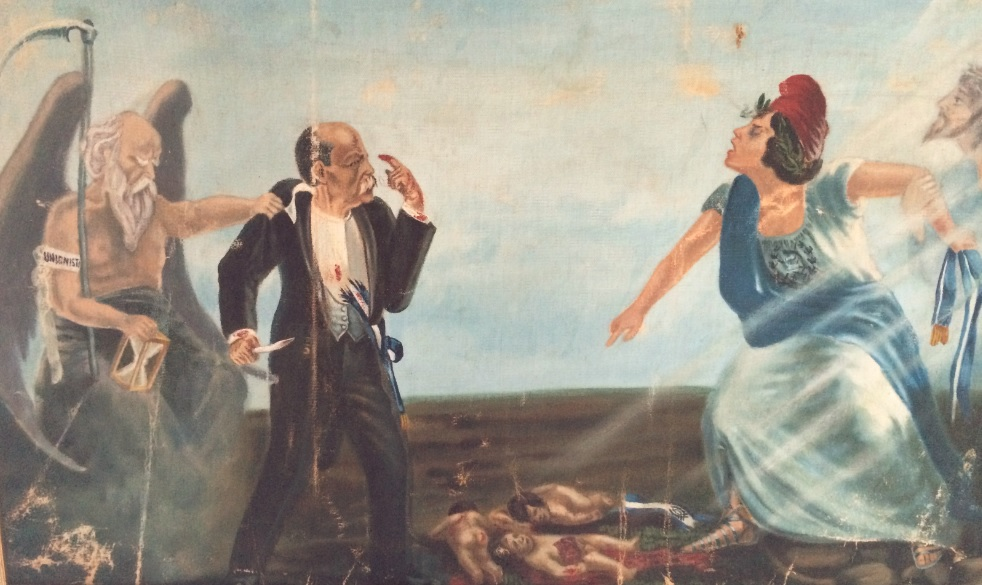
El tiempo de Cabrera ha llegado: «el Partido Unionista se lo lleva después de que el presidente ha destrozado a los hijos de Guatemala, mientras que Cristo le recuerda a Guatemala que debe perdonar».

La oposición a su régimen se inició cuando el obispo de Facelli, y miembro del conservador Clan Aycinena, José Piñol y Batres inició sus sermones en contra del gobierno en la Iglesia de San Francisco en 1919, por instrucciones de su pariente, Manuel Cobos Batres. Por primera vez la Iglesia Católica guatemalteca pronunciaba un discurso opuesto a las políticas del presidente. Por otra parte, Cobos Batres consiguió entusiasmar a los líderes conservadores José Azmitia, Tácito Molina, Eduardo Camacho, Julio Bianchi y Emilio Escamilla en la formación de un partido que se rebelara contra el férreo gobierno de Estrada Cabrera. El partido inició su actividad política con el apoyo de muchos sectores, entre los que destacaron los estudiantes de la Universidad Estrada Cabrera y los obreros de la capital, quienes bajo el liderazgo de Silverio Ortiz fundaron el Comité Patriótico de Obreros.
Estrada Cabrera se vio obligado a aceptar la oficialización del Partido Unionista, pues había presión política tanto interna como internacional. El 11 de marzo de 1920, los unionistas convocaron a una manifestación en la que participaron miles de ciudadanos y en la cual el abanderado fue el ciudadano y dirigente unionista José Azmitia. Pero esta manifestación fue reprimida por el Gobierno: el Ejército disparó contra los manifestantes, lo que causó indignación generalizada y unió al pueblo guatemalteco y a la comunidad internacional en contra de Estrada Cabrera. El presidente se dio cuenta entonces de que el pueblo ya no era dócil y manejable.
La Asamblea Nacional Legislativa, dirigida entonces por Adrián Vidaurre, quien había sido un alto funcionario durante la mayor parte del gobierno cabrerista, declaró mentalmente incapaz al presidente para gobernar y designó al ciudadano Carlos Herrera y Luna como presidente interino. A partir de este momento, hasta quienes le apoyaron y alabaron durante su largo gobierno le dieron la espalda. Un ejemplo de ello fue que en el nombramiento de un nuevo gabinete, poco antes de la caída, figuraba como ministro de Fomento el coronel Jorge Ubico Castañeda, quien pocos días después se presentaría ante la Asamblea Nacional para asegurar que estaba en contra de la «tiranía». La Asamblea Nacional declaró a Manuel Estrada Cabrera mentalmente incompetente para gobernar mediante el Decreto 1022 del 8 de abril de 1920.

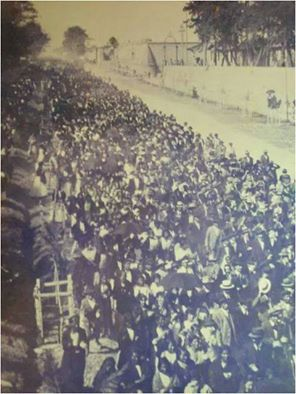
Manifestación unionista del 11 de marzo de 1920. Tras arremeter violentamente contra esta manifestación el gobierno de Estrada Cabrera empezó a tambalearse.
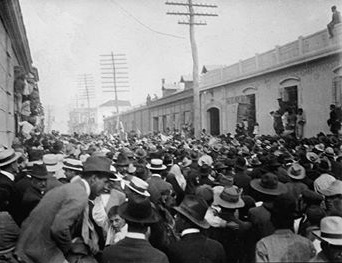
Masiva presencia del pueblo en las calles de la Ciudad de Guatemala durante la reunión de la Asamblea Nacional Legislativa el 8 de abril de 1920, en donde se declaró incapaz de gobernar al presidente Estrada Cabrera.
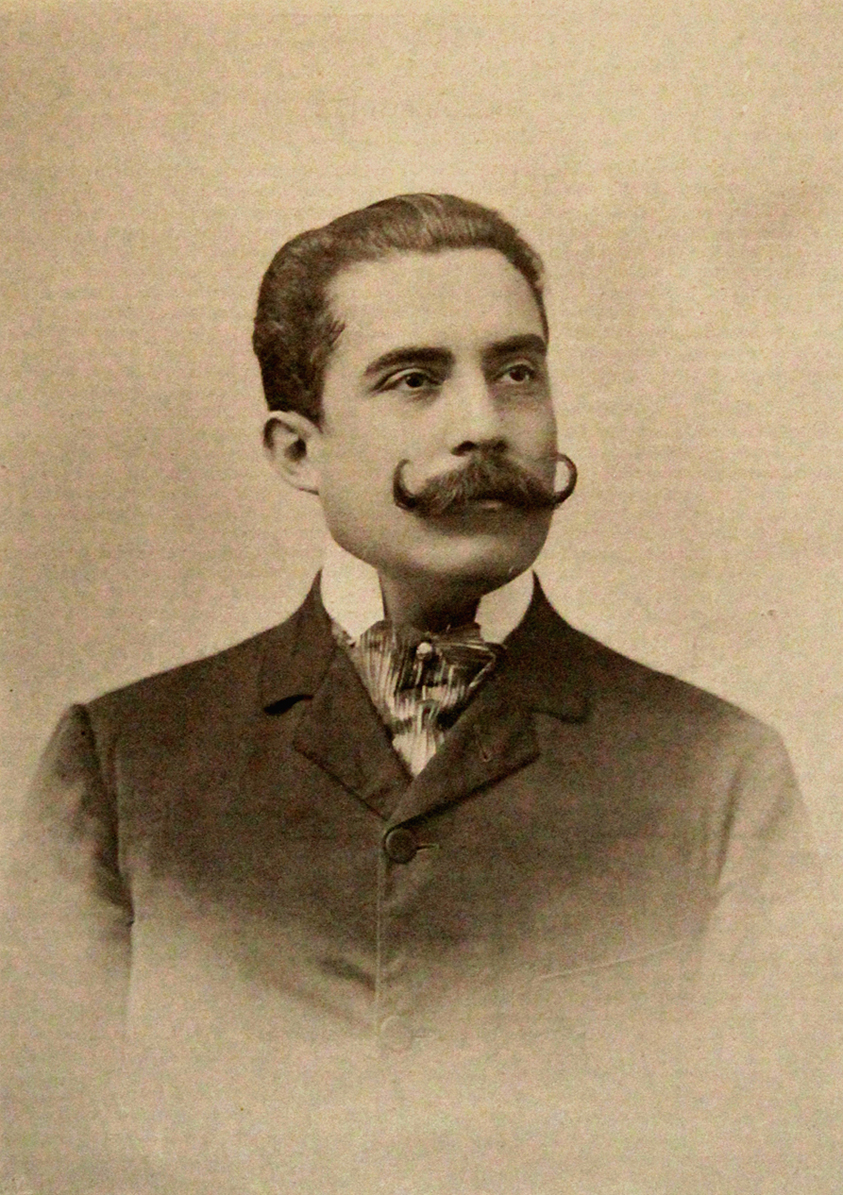
José Santos Chocano, poeta, político y diplomático peruano que fue el único aliado leal que estuvo personalmente junto a Estrada Cabrera hasta el final de su régimen.
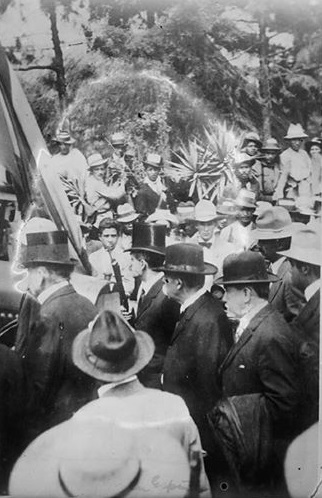
El presidente se retira luego de rendirse de La Palma, acompañado de los miembros del cuerpo diplomático acreditado en Guatemala y del poeta peruano José Santos Chocano.

Finalmente llegó la lucha armada. El presidente resistió desde su residencia oficial de La Palma hasta que fue derrotado tras cruentos combates durante la llamada «Semana Trágica». Desde allí Estrada Cabrera cañoneó, con ayuda de los cuarteles Matamoros y San José, a las fuerzas unionistas en un último intento de conservar el poder, que ostentaba desde 1898 y había mantenido a través de amañadas elecciones en 1905, 1911 y 1917. Estrada Cabrera también bombardeó la capital desde La Palma en un intento de atacar el supuesto cuartel general de los unionistas en la finca El Zapote. Finalmente se rindió el 14 de abril de 1920 junto con el único colaborador que estuvo con él hasta el final, el poeta peruano José Santos Chocano; el resto de colaboradores y agentes del presidente fue encarcelado o huyó del país. De los que encarcelaron, doce fueron linchados en la Plaza de Armas por el pueblo enardecido; otros correrían con mejor suerte, como el caso de Roderico Anzueto Valencia, quien luego de estar en prisión pasó a las filas del ejército y llegó a ser director de la policía en el gobierno del general Jorge Ubico.

## Tras su derrocamiento
Para esas fechas, a Estrada Cabrera lo llamaban el «Bárbaro de La Palma», el «Usurpador», el «Réprobo» y el «Autócrata». Atrás quedaban los tiempos de gloria en que a don Manuel Estrada Cabrera lo llamaban el «Benemérito de la Patria», el «Protector de la Juventud» y el «Insustituible», los mismos que ahora lo despreciaban en sus escritos. Tras rendirse, una multitud saqueó su finca, la cual estaba ubicada en el área donde en 1950 se construyó el estadio Doroteo Guamuch Flores.
En lugar de huir al exilio, decidió defenderse de los cargos que se le imputaron. Fue el único perseguido de todos los integrantes de su gabinete de gobierno. Pasó sus últimos días preso en una residencia privada en la ciudad de Guatemala, trabajando en su defensa legal. Las siguientes son fotografías que se le tomaron unos días después de su derrocamiento.

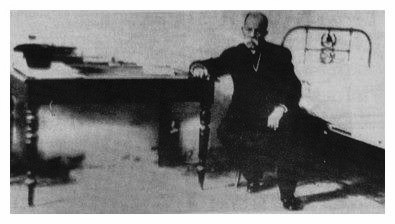
Estrada Cabrera en prisión
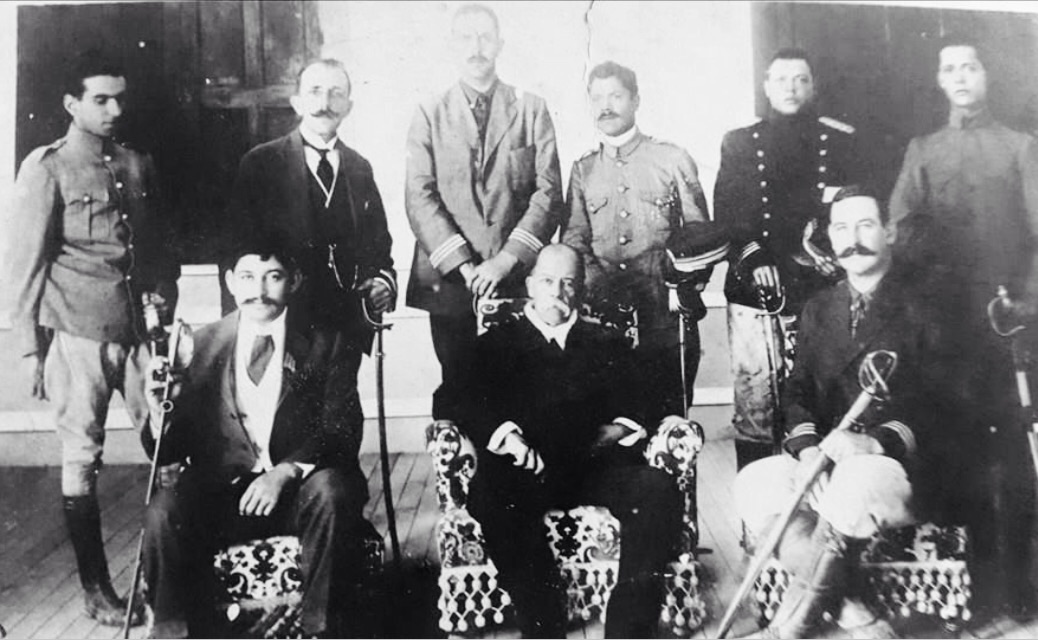
Posando con su plana mayor tras su captura.
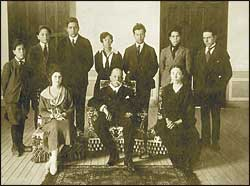
Posando con familiares e hijos que todavía vivían.

## Servilismo

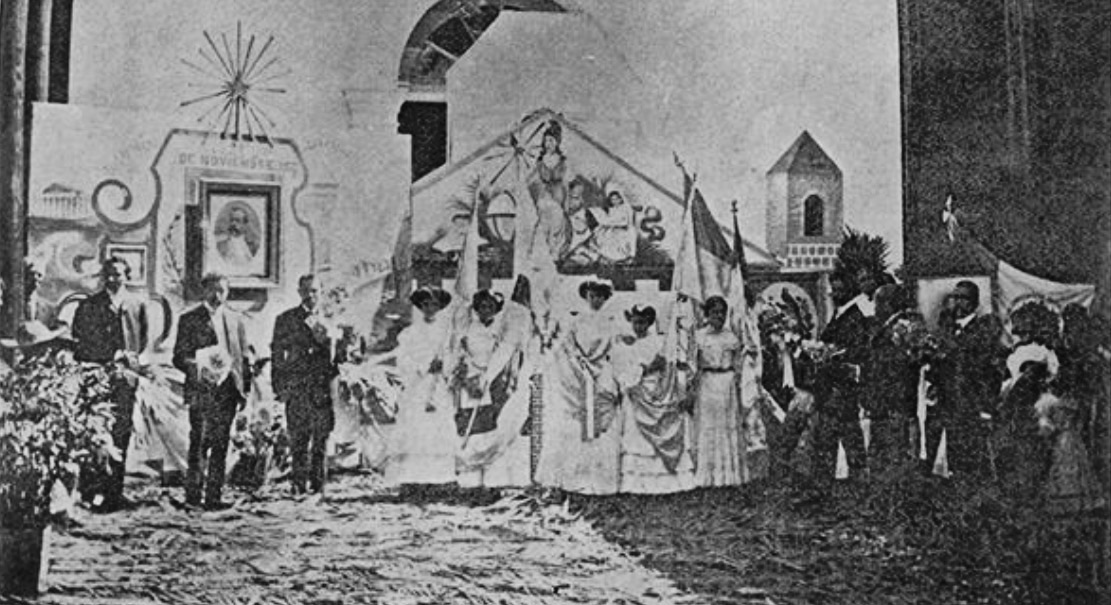
Celebración del cumpleaños del presidente Estrada Cabrera en el departamento de El Quiché en 1907.

Durante el gobierno del licenciado Estrada Cabrera se dieron casos extremos de servilismo. Por ejemplo:
- En 1902, el volcán Santa María hizo erupción, por lo que los vecinos de San Martín Chile Verde —San Martín Sacatepéquez— tuvieron que establecerse en Taltute, al que propusieron llamar Santa Joaquina; la solicitud se hizo efectiva en 1910.[100]
- En 1904 se decretó el municipio Estrada Cabrera en Chiquimula, en donde posteriormente se estableció la aldea Carí, en La Unión, Zacapa.[100]
- La procesión del Santo Entierro del Templo de Santo Domingo desvió su recorrido para pasar frente a la casa de habitación del gobernante.[101] Esto fue prohibido después de que se utilizara dicha procesión como medio para intentar asesinar al presidente en 1908.
- Luego del Atentado de los Cadetes el 29 de abril de 1908, el escritor Fernando Somoza Vives compiló todas las manifestaciones de adhesión que se hicieron llegar al presidente y las publicó el 30 de junio de ese año en su obra El crimen del 20 y el pueblo guatemalteco; el volumen tiene doscientas setenta y tres páginas.[102]
- En el antiguo cantón Guarda Viejo, en la Ciudad de Guatemala, había un área que se llamaba Los Guajecitos —o Los Guajitos—, que en 1908 fue llamada Villa Joaquina, en honor a doña Joaquina, la madre del presidente. El centro de ese lugar fue rebautizado en 1917 y se llamó Ciudad Estrada Cabrera.[100]
- A finales de 1908 el municipio de Nuevo Progreso, San Marcos, también fue nombrado San Joaquín —una masculinización del nombre de su madre—. Algo similar sucedió en Petapa, donde antes hubo un sector conocido como Pueblo Viejo, el cual pasó a llamarse San Joaquín Villa Canales.[100]
- A finales de noviembre de 1908, la aldea Casas Viejas en Chiquimulilla, Santa Rosa, iba a ser renombrada Villa Joaquina, pero sus habitantes se negaron rotundamente y lograron frenar el cometido.[100]
- En 1917, el compositor guatemalteco Julián Paniagua Martínez escribió el Himno a Estrada Cabrera, con letra de Roger Barrios.
- Tras morir la madre de Estrada Cabrera el 3 de julio de 1908, la prensa y la sociedad guatemaltecas seguían celebrando su natalicio cada 21 de agosto, como si todavía estuviese viva. Incluso el poeta nicaragüense Rubén Darío escribió el poema Mater Admirabilis en honor a doña Joaquina el 21 de agosto de 1915.[103]
- El 21 de noviembre de 1917, la Asamblea Legislativa mandó colocar en la casa natal del presidente en Quetzaltenango una placa de mármol que contenía la fecha de nacimiento y los decretos mediante los cuales se restablecía la enseñanza pública e instituía las fiestas de la niñez.[104]
- Todas las asociaciones de clubes de amigos del presidente se disputaban cada uno de los días del mes de noviembre, al aproximarse el cumpleaños de Estrada Cabrera, para ofrecerle serenatas, procesiones, paseos de antorchas y otras manifestaciones de pleitesía.[99]
- Se creó la Universidad de Guatemala, que pasó a llamarse Universidad Estrada Cabrera por decreto legislativo del 2 de mayo de 1918,[105] la cual le otorgó el primer doctorado honoris causa al presidente.[106]
- El carácter dictatorial del gobierno de Estrada Cabrera no impedía que, para las campañas de reelección, recibiera cartas de apoyo firmadas por personalidades del país como los escritores Enrique Gómez Carrillo, Flavio Herrera o Carlos Wyld Ospina, o que Rafael Arévalo Martínez —quien escribió la biografía de Estrada Cabrera en su libo ¡Ecce Pericles![107]— lo llamara «un gran hombre patrio» durante un discurso en las Minervalias de noviembre de 1917.[31]
- El departamento de El Progreso fue creado en 1908, y en la Navidad de 1919 la cabecera fue rebautizada como Estrada Cabrera. En el acuerdo de la Asamblea Legislativa, se establecía que «dicha solicitud [de cambio de nombre] había sido inspirada por el sentimiento de gratitud y afecto que, con justicia, abrigaban los habitantes de aquella ciudad hacia su ilustre fundador y protector, el Benemérito de la Patria, Doctor don Manuel Estrada Cabrera, digno Jefe Supremo de la República".[100]

Hasta que Estrada Cabrera estuvo preso luego de su derrocamiento, el presidente Carlos Herrera y Luna emitió un acuerdo gubernativo, con fecha del 3 de mayo de 1920, que ordenó suprimir los nombres del dictador y de sus familiares de cualquier lugar que los tuvieran.

## Racismo

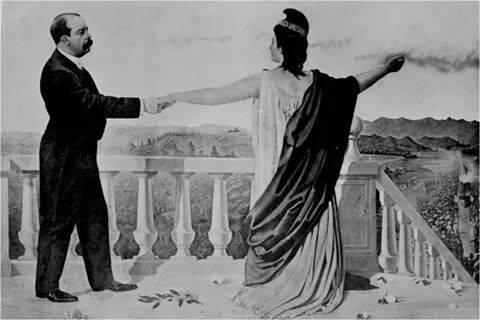
La diosa Atenea muestra a Estrada Cabrera el producto de su labor educativa y le agradece por las Fiestas Minervalias.

Numerosos recuentos de racismo se encuentran en el libro ¡Ecce Pericles!, de Rafael Arévalo Martínez. Los autores de textos críticos contra el presidente Estrada Cabrera citados por este autor se cuidaban muy poco de disimular su racismo, de modo que algunos de ellos frecuentemente lo llamaban «mestizo» y atribuían los rasgos negativos de su personalidad a su ascendencia indígena, mientras que aquellos que se opusieron a él eran ensalzados por sus atributos físicos más criollos. He aquí algunos ejemplos:
- Arévalo Martínez, cuando describe al presidente, dice: «En el recién nacido predominaba la raza indígena con mezcla europea y africana».[108] Luego indica que «era un joven robusto, de estatura mediana, color moreno y aspecto vulgar. El ancestro indígena lo hacía fuertemente supersticioso».[109] Por otra parte, para describir a los autores del atentado de «La Bomba» de 1907, refiere que «los hermanos Ávila Echeverría y Valdés Blanco tenían patricias figuras, ojos hermosos, facciones correctas, narices aguileñas; los tres fueron de estatura alta y tez blanca; el ingeniero Baltasar Rodil parecía más hijo del trópico: era cenceño, de pequeños bigotes, de regular estatura y color moreno; pero los cuatro próceres eran de noble apariencia».[110]
- Manuel Cobos Batres, para referirse a Estrada Cabrera, dice: «Y cuentan que aquel mestizo de indio que oprimía a Guatemala, desde el palacio nacional del Gobierno...».[99] Mientras tanto, para referirse a un correligionario del Partido Unionista, indica: «Lo único que hay que mencionar al referirse a Tácito es la época y el lugar en que vivió, para que no se le confunda con el jurisconsulto e historiador romano o con uno de sus descendientes inmediatos... A menos que Tácito lo fuera remotamente por alguno de sus rebisabuelos de más rancio abolengo, como don Sancho de Barahona o los Hurtado de Mendoza y López de Peñalver... Tácito se ganaba las simpatías populares sin esfuerzo, casi solamente por su extraordinario atractivo físico».[111]
- Julio Bianchi, en el prólogo del libro, indica que, tras profundas meditaciones mientras estaba preso en la Penitenciaría Central de Guatemala durante el gobierno de Estrada Cabrera, definió cinco puntos principales para lograr una efectiva democracia en Guatemala. El segundo punto decía: «El gran obstáculo para la implantación de la democracia en Guatemala es la existencia de esa mole enorme de gente inconsciente, ignorante, apática, segregada del resto de la sociedad por causas raciales y acostumbrada a través de muchos siglos a la obediencia pasiva, mole que cualquier gobernante maneja a su antojo, ya sea en las lides pacíficas, haciéndola votar como a él le convenga de orden superior o en las luchas armadas aplastando cualquier intento de rebeldía con peso abrumador. Esa masa debe apartarse, por de pronto, de la vida política del país. Más tarde, educados sus miembros, podrán irse reintegrando al cuerpo de ciudadanos conforme sus progresos lo justifiquen».[112]

## Manuel Estrada Cabrera en la literatura
Numerosos libros han sido escritos con respecto a la vida y el gobierno del licenciado Manuel Estrada Cabrera. Por ejemplo, Rafael Arévalo Martínez fue autor de una detallada biografía de Estrada Cabrera, titulada ¡Ecce Pericles!, aunque la misma no es objetiva e idealiza a los miembros del partido unionista; asimismo, Carlos Wyld Ospina escribió El autócrata y Adrián Vidaurre Los últimos treinta años pasados de la vida de Guatemala, libros que también son muy críticos de la persona del presidente.

### Enrique Gómez Carrillo

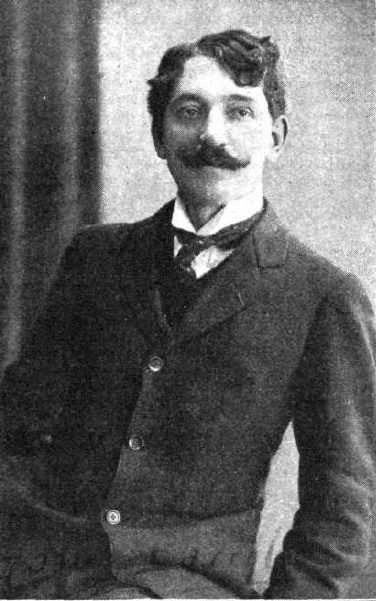
Enrique Gómez Carrillo, famoso cronista y periodista guatemalteco. Fue un constante propagandista político de Estrada Cabrera, llegando incluso a batirse en su nombre en Europa.

El famoso escritor guatemalteco Enrique Gómez Carrillo escribía frases como estas durante la campaña presidencial para la primera elección de Estrada Cabrera en 1898:
- «(Estrada Cabrera) es un hombre sincero. También es un hombre convencido, de buena voluntad y de fe entera. Tiene ideas por las cuales lucha y en aras de las cuales se sacrificaría si fuese necesario. Es un hombre.»[113][114][115]
- «Sus labios forman un contraste con sus ojos. Los ojos siempre brillantes, siempre serenos, revelan la fuerza interior y el dominio de su propia alma. Los labios son bondadosos y sentimentales. La frente es amplia y sin pliegue alguno, frente de hombre estudioso, frente en la cual se refleja la robustez intelectual.»[113][114][115]

Y ya cuando la elección estaba próxima, escribía:
- «Hace dos meses, nuestro candidato era una esperanza; hoy es una realidad. Hace dos meses nos animaba la confianza en sus principios, en su corazón y en su talento. Hoy es su conducta la que acrecienta y fortifica nuestra confianza. Por eso después de haber tenido un candidato que era del partido liberal, tenemos hoy a un candidato que es el de la Patria. Era lo que necesitábamos. Mañana, en fin, cada patriota hará ver hasta donde llega su patriotismo y cada liberal de qué matiz es su liberalismo.»[113][114]

Años más tarde, en 1910, volvió a defender al presidente guatemalteco, esta vez contra el expresidente nicaragüense José Santos Zelaya. Zelaya había escrito un libro atacando a Estrada Cabrera y a los Estados Unidos, el cual fue refutado por Gómez Carrillo en su obra Zelaya y su libro, con frases como estas: 
- «Además de ser el tirano de su patria, quiso ser el señor absoluto del resto de Centroamérica. Sus hazañas, sus aventuras y sus correrías, más allá de sus fronteras, son tan extraordinarias que casi parecen una leyenda de tiempos remotos. Loco de vanidad, sentíase capaz de conquistar a todos sus vecinos. Tenía un alma de sátrapa persa.»
- «Pero, por fortuna para aquellas tierras ahí estaba Estrada Cabrera, culto, noble, desinteresado, patriota, serio, resuelto y enérgico, que oponía a sus planes criminales la tranquila defensa de la legalidad. Si Zelaya odia a Estrada Cabrera, en efecto, es porque jamás pudo ni conmoverlo ni atemorizarlo. ¡Y vaya si hizo esfuerzos por derrocarlo! Sólo que Guatemala no es un país que se deje invadir.»
- «Estrada Cabrera, en efecto, es en Centroamérica el mandatario ideal. ¡Cuantas veces lo hemos dicho! Y cada día estamos más convencidos de que no nos equivocamos. Porque realmente si hay hombre lleno de grandes, de nobles, de inquebrantables cualidades, es éste.»[116]

### José Santos Chocano
También estaba el peruano José Santos Chocano, que a principios del siglo xx había conocido al ideólogo del régimen guatemalteco, el escritor Máximo Soto Hall, quien le describió las virtudes del gobierno de Estrada Cabrera. Santos Chocano quedó tan impresionado de la descripción de su interlocutor que visitó Guatemala y se radicó en el país por un tiempo. Se cuenta que en una oportunidad, cuando Santos Chocano fue a Madrid para editar su famoso libro de poemas Alma América en 1907, se produjo el siguiente intercambio entre él y Enrique Gómez Carrillo:
- Gómez Carrillo: «¡Ah, el olímpico don Santos Chocano! ¿Qué se trae ahora?».
- Santos Chocano: «Nada, que escribo al licenciado Estrada Cabrera, al estadista más grande de nuestro Continente».
- Gómez Carrillo: «Bueno, pues dile que has conocido a su mejor amigo en Europa».

### Federico Gamboa
El escritor y diplomático Federico Gamboa relató sus experiencias como embajador mexicano durante el régimen de Estrada Cabrera en su obra Mi diario. El recuento más detallado es el del atentado de la bomba en 1907; sin embargo, debe recordarse que Gamboa obedecía a la política anticabrerista del general Porfirio Díaz y por lo tanto su relato no es completamente imparcial.

### Manuel Valladares Rubio
En abril de 1928, aparecieron póstumamente en el periódico guatemalteco Nuestro Diario los artículos del escritor Manuel Valladares Rubio —fallecido en 1927— sobre la presidencia de Estrada Cabrera, bajo el pseudónimo «Fences Redish»:
- «El Tinterillo en el poder»
- «Soplos de perversión y de muerte»
- «Disfraces y caretas».[123][o]

La objetividad de los escritos de Valladares Rubio se cuestiona, pues él estaba casado con María Dolores Aycinena Payés —quien era hija del poeta Juan Fermín Aycinena y Aycinena— y era miembro del conservador Clan Aycinena, rival acérrimo de los regímenes liberales.

### Emilio Escamilla
En 1930, el periódico Nuestro Diario publicó en varios ejemplares un relato llamado «Debate Histórico», escrito por Emilio Escamilla. El relato es rico en detalles, pero la objetividad del mismo se cuestiona ya que Escamilla fue uno de los líderes del Partido Unionista que se formó específicamente por los líderes conservadores para derrocar a Estrada Cabrera.

### Eduardo Zamacois
El autor español Eduardo Zamacois escribió un capítulo sobre Estrada Cabrera en su obra La alegría del andar. La descripción que hace del presidente es muy interesante y se reproduce a continuación:
| Al terminar la audiencia y al ir a trasponer la puerta, me revolví bruscamente; el momento teatral, elegido por mí para interceder por mis defendidos, había llegado. - ¡Perdón, Excelencia! - exclamé con estudiado aturdimiento y dando hacia él algunos pasos- ¡me dejaba en el tintero lo más importante! El señor presidente no contestó; mejor dicho, contestó a mis palabras con un temblor de cejas, que significaba: "¿Qué deseaba usted? Sea breve." - Deseaba pedirle algo... Hubo un corto silencio, durante el cual se mostró receloso, y yo pude complacerme refinadamente en su inquietud y sorpresa. - Sé perfectamente - continué sonriendo - que todos mis amigos... mejor dicho... todos mis compañeros de profesión, que pasaron por aquí, solicitaron algo de Su Excelencia... Al hablar así desfilaban por mi memoria, en cabalgata rutilante, los nombres del gran poeta José Santos Chocano, el de Pedro González Blanco, el muy lleno de luz de Rubén Darío, con quien don Manuel Estrada Cabrera se comportó tan generosamente... - Según...- repuso grave don Manuel. - ¡No, Excelencia! - interrumpí risueño-; yo estoy seguro de que todos mis camaradas le pidieron algo... y de que usted fue condescendiente con todos. El seguía impenetrable; no se movía, no sonreía; ni siquiera sus ojos negrísimos parpadeaban. Era como si con el mirar quisiera registrarme el fondo del alma. - Por lo mismo - añadí con la jovialidad en la que presentía mi triunfo - yo deseo pedirle algo... ¡como los otros...! No hacerlo sería evidentemente, una falta de compañerismo. Replicó glacial: - Hable usted. - Yo le pido la libertad de don Lucas Ibáñez recluído en inhospitalario calabozo desde hace varios meses; y el sobreseimiento de la causa que, a modo de excomunión medioeval, pesa sobre don Aquilino Sánchez. Expliqué sucintamente las acusaciones que tan fieramente abrumaban a don Aquilino y a don Lucas. Aquí, una pausa astuta, comprometedora, en la que yo esperaba que Su Excelencia interpolase una respuesta de benevolencia. Como no llegase, concluí: - Esto es lo que imploro: la liberación de esos dos amigos que en nada ofendieron a Su Excelencia. Yo quisiera llevarme de Guatemala la impresión de que si las manos de su Excelencia suelen cerrarse para castigar inexorables, también en ocasiones, saben abrirse paternales y misericordiosas sobre la cabeza del condenado. Hubo otra tregua que me hizo sufrir horriblemente; mi corazón latía apresurado; la emoción me secó la garganta. Parecíame que las sombras de don Aquilino y de don Lucas cruzaban un abismo sobre un alambre. - Está bien - replicó, al cabo, Su Excelencia -; será usted complacido. Sus amigos quedan indultados. Dígale a don Aquilino Sánchez que venga a verme, y yo le daré un salvoconducto para que pueda regresar a su pueblo. En cuanto el señor Ibáñez, mañana mismo quedará libre. Experimenté una alegría infinita: instantáneamente mi alma se inundó de luz; fue como si dentro de mí surgiese una aurora. - Gracias, Excelencia, muchas gracias. ¿Puedo ir a comunicare a don Lucas Ibáñez la fausta nueva? - Cuando usted guste. - ¿Ahora mismo, si quiero? - Ahora mismo. Miré la hora en mi reloj: - Las cuatro. ¿Me dejarán entrar en la cárcel, Excelencia? - A usted - contestó amistoso - le dejan entrar a todas partes. - Y, si voy... ¿me dejarán salir, Excelencia? Don Manuel Estrada Cabrera, se echó a reír con una risa juvenil, franca y leal, que yo no le conocía. - ¡Vaya usted sin miedo! - repuso -; además, por teléfono anunciaré su visita al director de la penitenciaría. — Tomado de: Zamacois, Eduardo (1920). La alegría del andar. Madrid: Renacimiento. |

En 1947 y 48, el escritor catalán Jaime Sabartés publicó sus dos novelas Don Julián (1947) y Son Excellence (1948), en donde describe el clima opresivo de Estrada Cabrera. En dichas novelas no se identifica al dictador ni a Guatemala.

### Federico Hernández de León
El lector interesado en curiosidades de la época, podrá encontrar numerosas anécdotas sobre la presidencia de don Manuel en El Libro de las Efemérides de Federico Hernández de León.

### Miguel Ángel Asturias
En una entrevista de 1970, el crítico literario alemán Günter W. Lorenz le preguntó a Miguel Ángel Asturias por qué empezó a escribir, a lo que el novelista respondió: «Sí, a las 10:25 de la noche del 25 de diciembre de 1917, un terremoto destruyó mi ciudad. Vi algo parecido a una inmensa nube ocultar la enorme luna. Yo estaba en un sótano, un agujero, una cueva o algún lugar parecido. Fue entonces que escribí mi primer poema, una canción de despedida a Guatemala. Más tarde estuve enojado por las circunstancias en que se removieron los escombros y por la injusticia social que llegó a ser tan aparente». Esta experiencia a la edad de 18 años llevó a Asturias a escribir Los mendigos políticos, un cuento inédito que más tarde se convertiría en su primera novela, El señor presidente, basada en la persona de Estrada Cabrera.
Quizá el más conocido de los libros sobre el presidente sea el titulado El señor Presidente, obra de Miguel Ángel Asturias (Premio Nobel de Literatura en 1967), quien utiliza la figura de Estrada Cabrera (sin nombrarla pero dando varias pistas al lector meticuloso). Asimismo, Asturias narra el papel que jugó la United Fruit Company durante el Gobierno de Estrada Cabrera en Viento Fuerte, y la cual fue inspirada por la primera fase de la expansión bananera, es decir, los primeros cuarenta años de su desarrollo, desde 1904 hasta 1945 (los cuales incluyen el Gobierno de Estrada Cabrera y de Jorge Ubico). El tema central de Viento Fuerte lo constituye la gravitación de las empresas extranjeras en la vida del país, y la historia de los pequeños productores nativos arruinados por la compañía bananera.

### Rafael Arévalo Martínez
Arévalo Martínez escribió una biografía extensa de la vida y derrocamiento del presidente Estrada Cabrera; este libro se titula ¡Ecce Pericles!  Aunque en la introducción de su obra indica que fue lo más objetivo posible, Arévalo Martínez idealiza la revolución emprendida por los miembros del Partido Unionista.

## Muerte

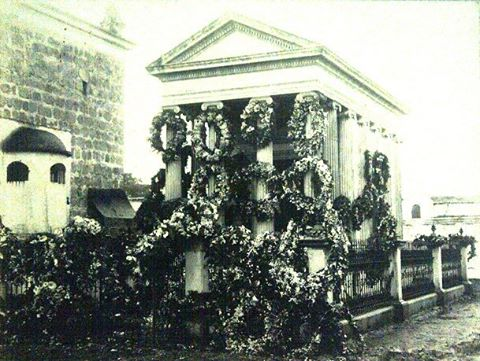
Tumba de Estrada Cabrera en Quetzaltenango en 1924, poco después de su fallecimiento.

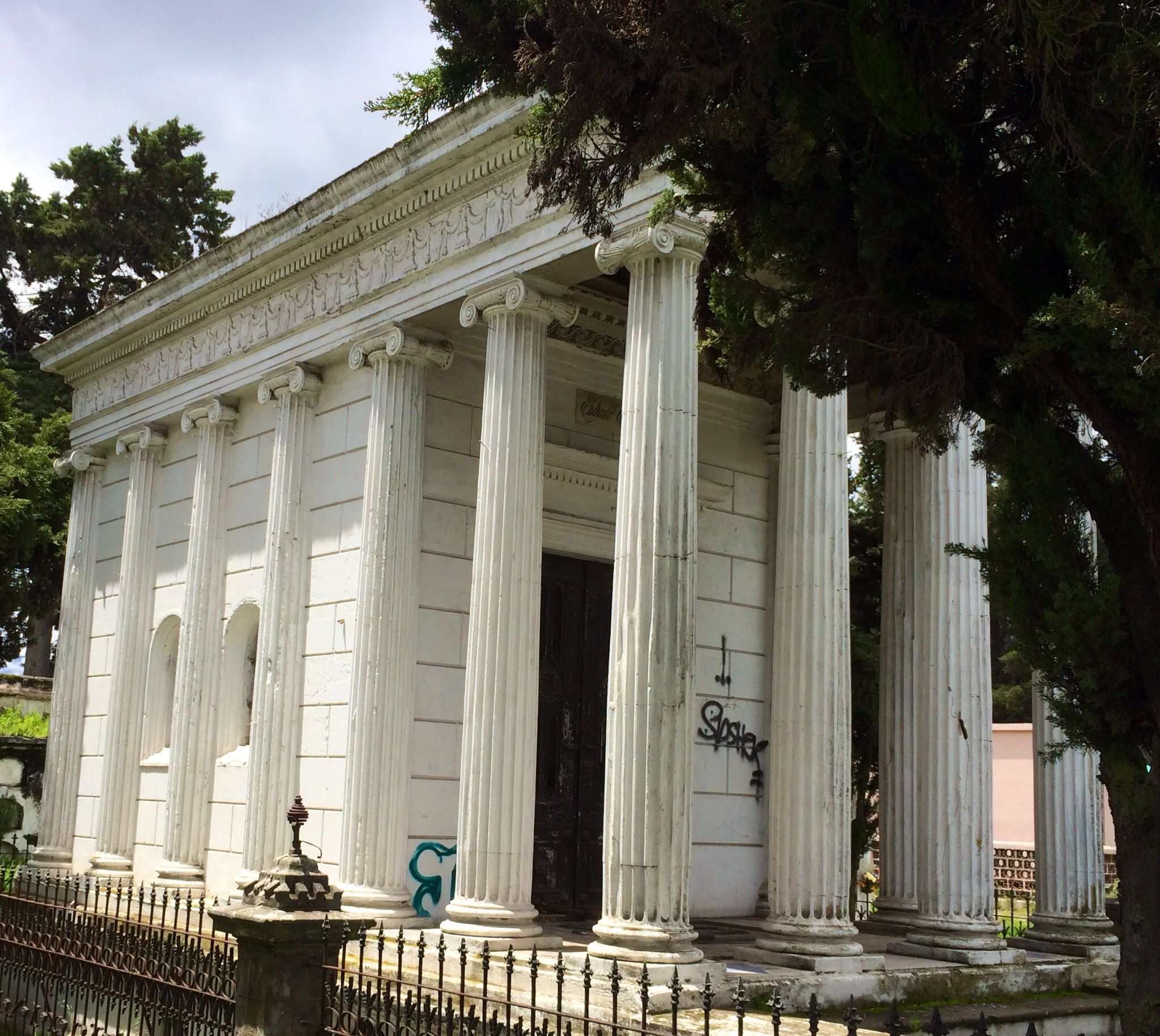
Tumba de Estrada Cabrera en el cementerio de la ciudad de Quetzaltenango en 2014, noventa años después de su muerte.

El 24 de septiembre de 1924 falleció víctima de neumonía en la sencilla casa que le servía de cárcel; no había querido partir al exilio, a pesar de múltiples ofertas que se le hicieron: quería defenderse como abogado frente a las múltiples causas legales abiertas en su contra.
Su tumba se encuentra localizada en el cementerio general de la ciudad de Quetzaltenango en donde está sepultado junto a su madre; a simple vista puede pasar inadvertida, ya que no es una obra monumental, sino solamente un pequeño templo de estilo griego, el cual tiene escrito en su dintel «Estrada Cabrera».